# Liste de quakers

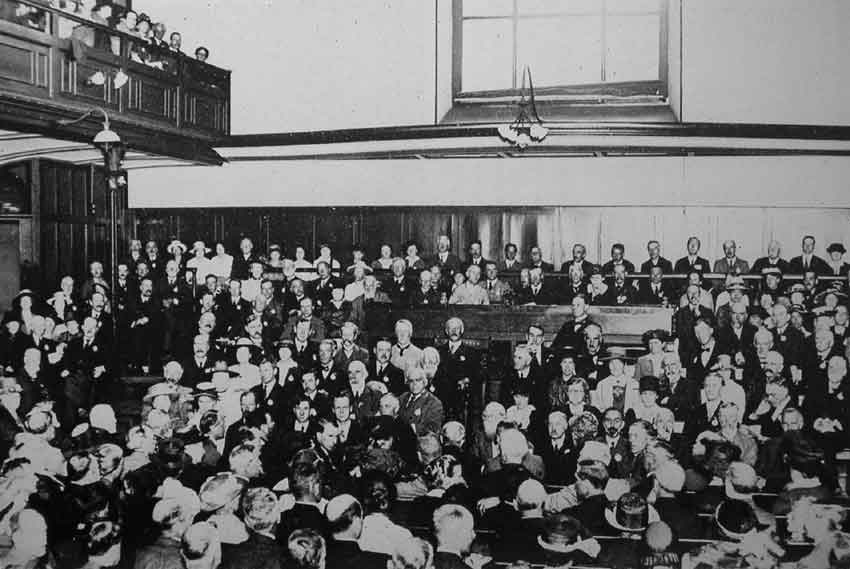
Première assemblée mondiale, Londres, 1925

Voici une liste de personnalités associées à la Société religieuse des Amis, aussi connus sous le nom de quakers.

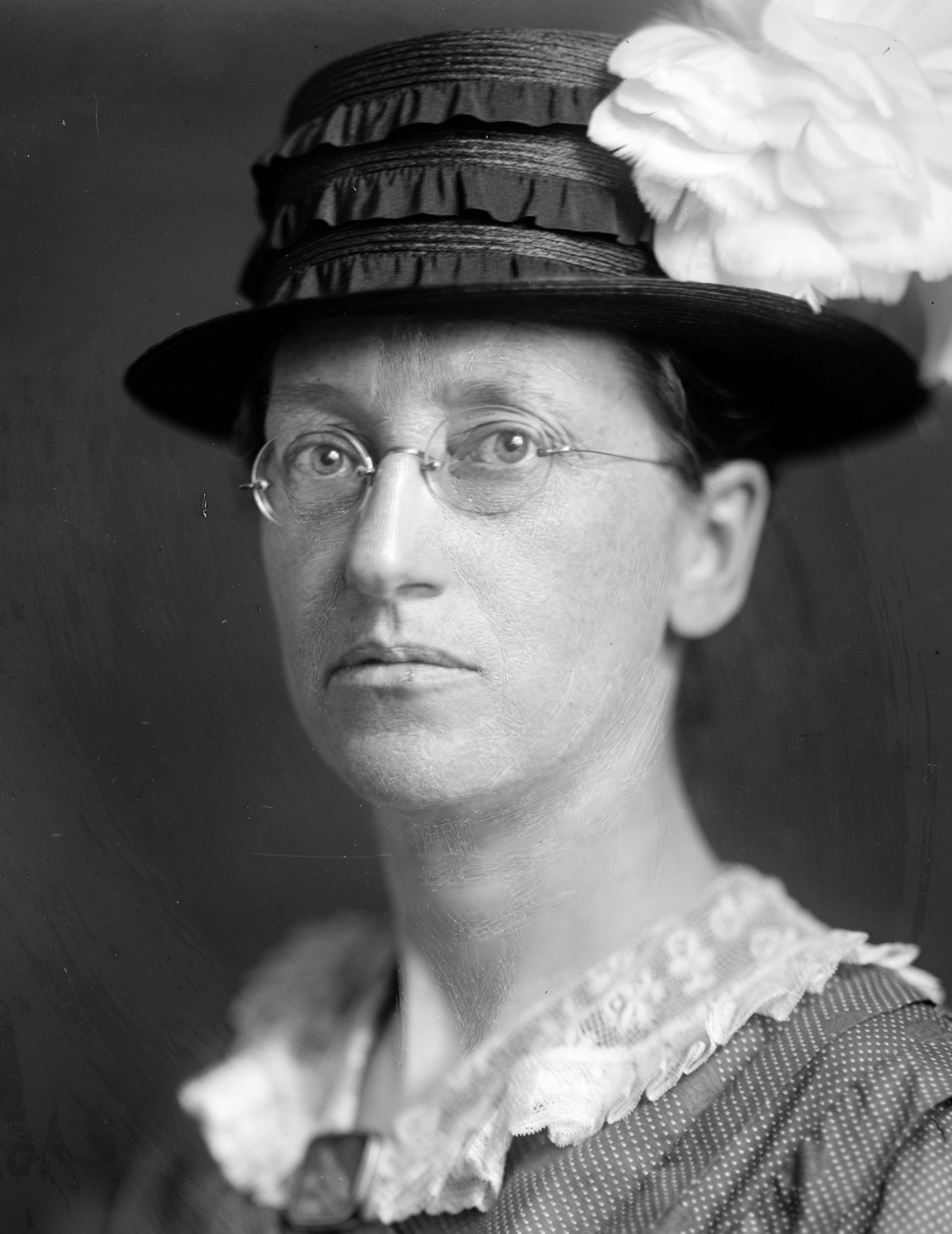
Emily Greene Balch

## Personnalités quaker
Cette première partie réunit des personnes qui ont été quakers pendant une période de leur vie au moins. Leurs professions principales et leurs nationalités sont indiquées, leurs titres aussi parfois.

### Par ordre alphabétique
- Haut – A
- B
- C
- D
- E
- F
- G
- H
- I
- J
- K
- L
- M
- N
- O
- P
- Q
- R
- S
- T
- U
- V
- W
- X
- Y
- Z

#### A
- William Ames ( -1662), prédicateur itinérant, écrivain, contact de Spinoza
- Horace Alexander (1889-1989), ornithologue britannique
- William Allen (1770-1843), chimiste et philanthrope britannique
- Christine Alsop (1805-1879), née Majolier, missionnaire française
- Piers Anthony (1934- ), écrivain américain, quaker agnostique
- Susan B. Anthony (1820-1906), militante américaine des droits civiques
- Richard J. C. Atkinson (1920-1994), préhistorien et archéologue britannique

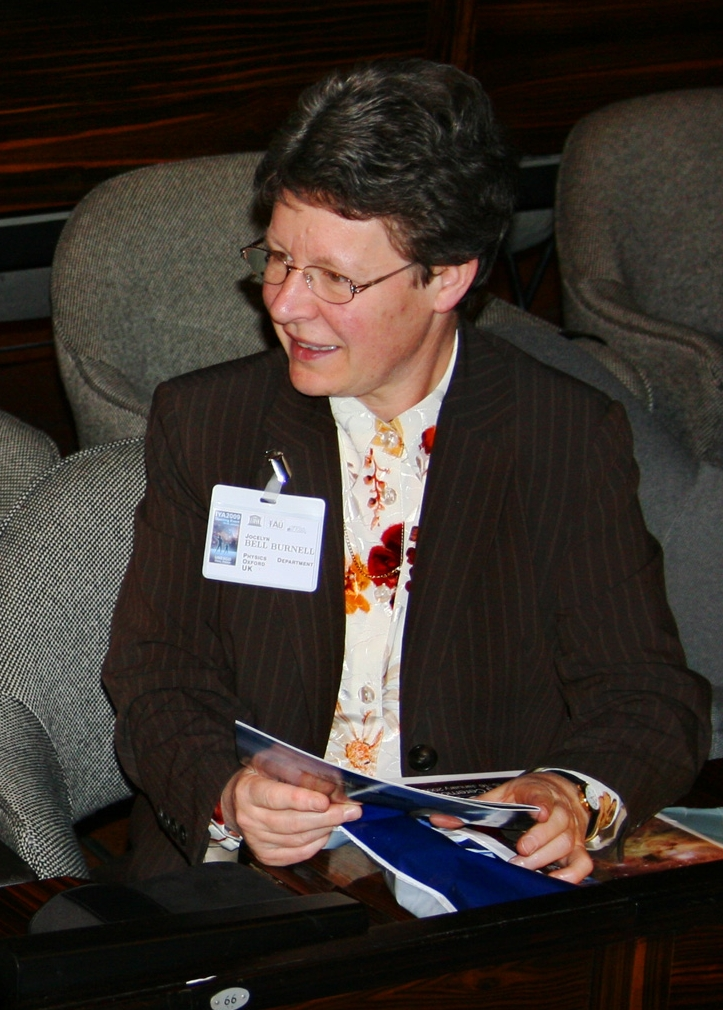
Jocelyn Bell

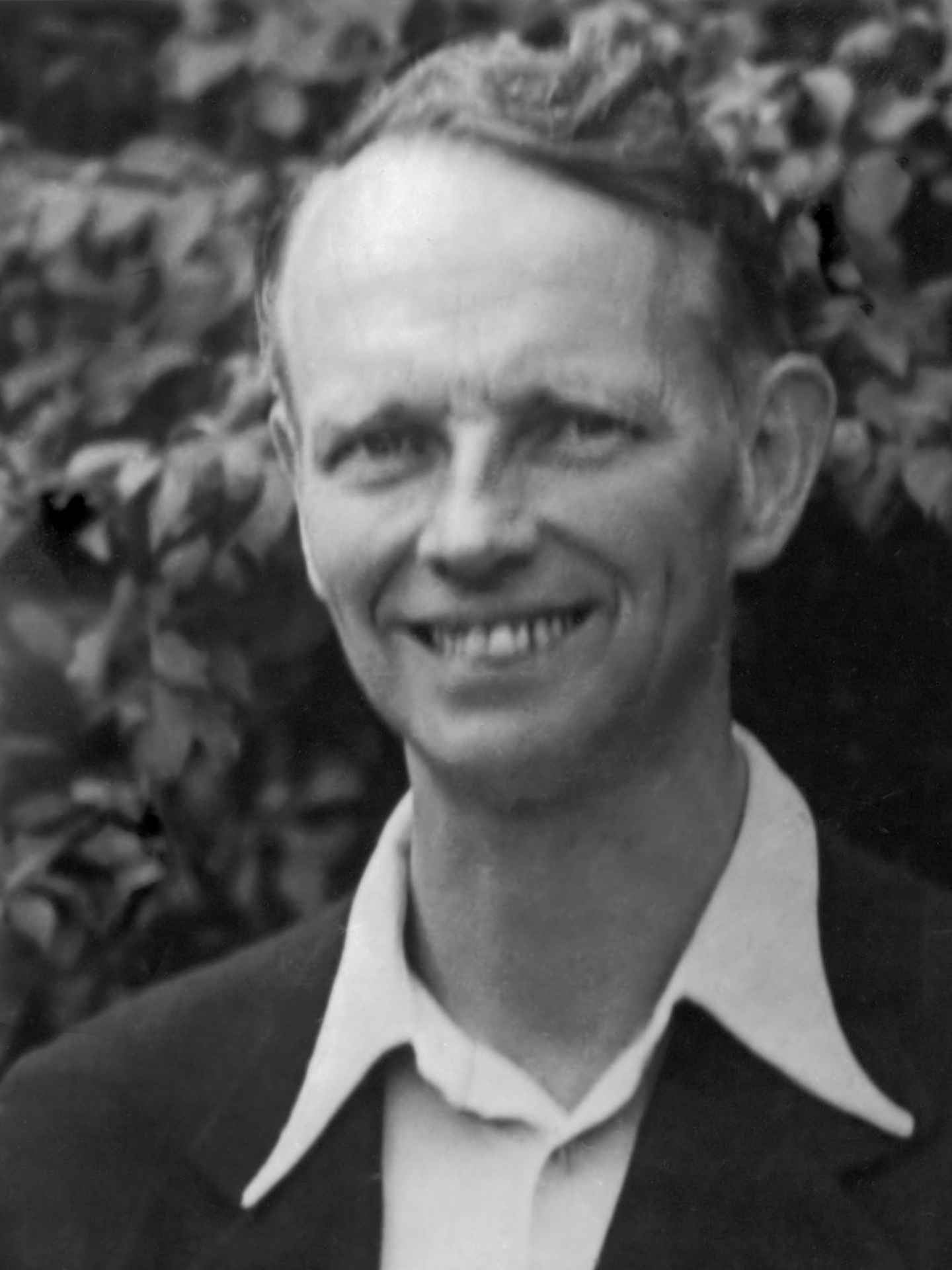
Kees Boeke

#### B
- James Backhouse (1794-1869), botaniste britannique
- Eric Baker (1920-1976), militant britannique, cofondateur d’Amnesty International
- Joseph Allen Baker (1852-1918), ingénieur britannique
- Albert Baez (1912-2007), physicien mexicano-américain
- Laurie Baker (1917-2007), architecte indien né britannique
- Emily Greene Balch (1867-1961), américaine, Prix Nobel de la paix en 1946, fondatrice de la Ligue internationale des femmes pour la paix et la liberté
- Robert Barclay (1648-1690), théologien écossais
- Ferdinand ou Fred Barlow (1881-1951), compositeur français
- John Bartram (1699-1777), botaniste américain
- Sally Beamish (1956- ), compositrice et violoniste britannique
- Max-Henri Béguin (1918-2000), médecin suisse
- Jocelyn Bell Burnell (1943- ), astrophysicienne britannique
- Antoine Bénézet (1713-1784), enseignant philanthrope et antiesclavagiste américain, issu d'une famille française
- Wolfgang Berg (1908-1984), physicien allemand, britannique puis suisse
- Kees Boeke (1884-1966), pédagogue et militant pacifiste chrétien néerlandais
- Hugh Borton (1903-1995), historien américain
- Elise Boulding (1920-2010), sociologue et pacifiste américaine
- Kenneth E. Boulding (1910-1993), économiste, pacifiste et philosophe britannique puis américain
- Moses Brown (1738-1836), abolitionniste américain
- Russell Brain (1895-1966), médecin neurologue britannique
- John Bright (1811-1889), homme politique britannique
- Otto Buchinger (1878-1966), médecin allemand

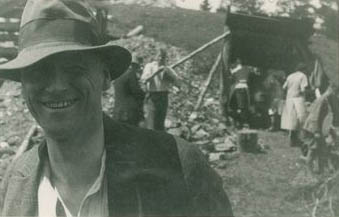
Pierre Ceresole

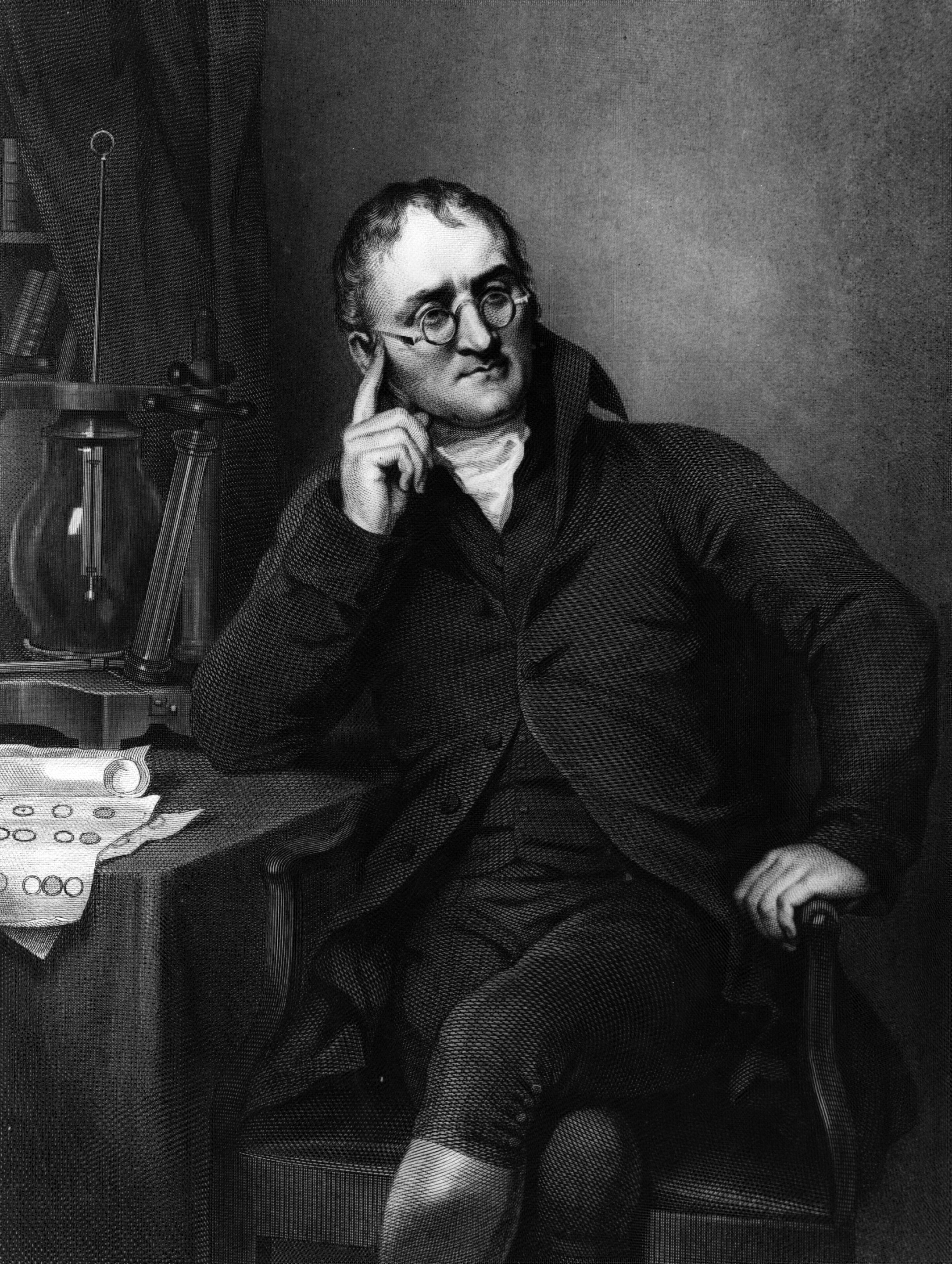
John Dalton

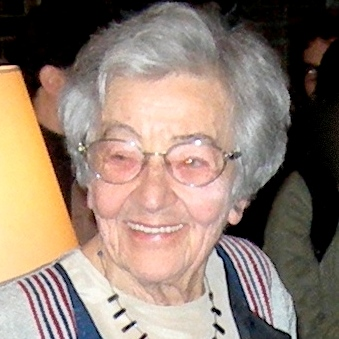
Ursula Franklin

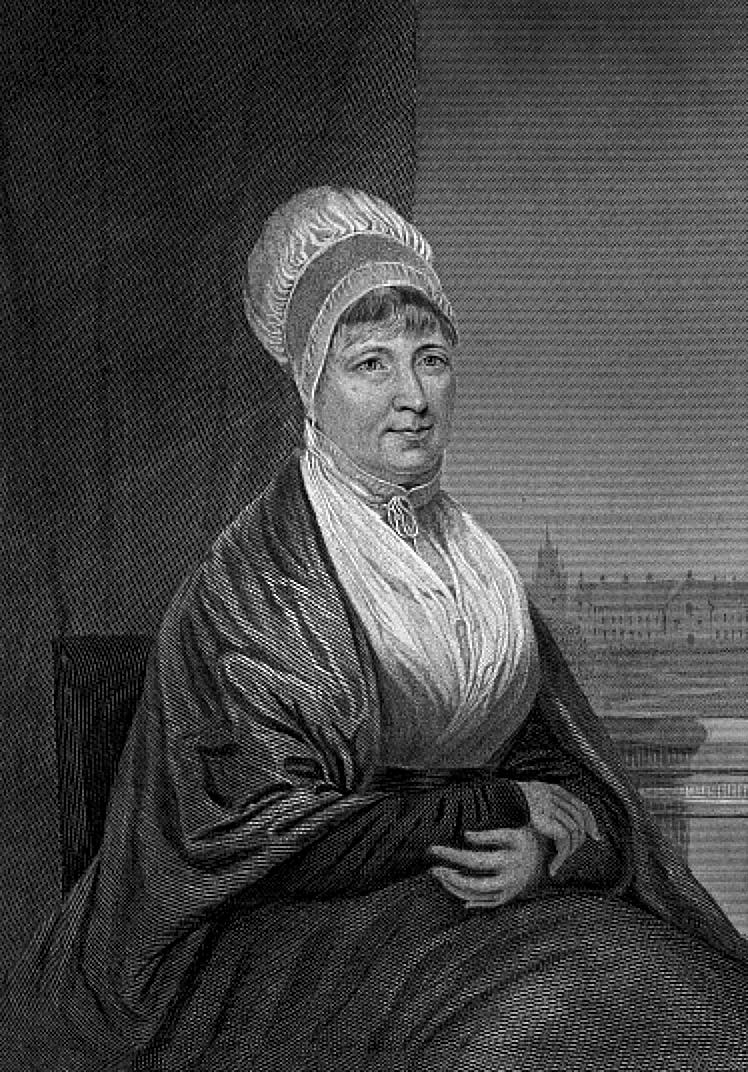
Elizabeth Fry

#### C
- John Cadbury (1801-1889), industriel anglais du chocolat
- Mario Capecchi (1937- ), généticien italien naturalisé américain
- Molly Scott Cato (1963- ), politicienne britannique
- Pierre Ceresole (1879-1945), pacifiste suisse, fondateur du Service civil international
- Whittaker Chambers (1901-1961), écrivain et éditeur américain
- Thomas Clarkson (1760-1846), abolitionniste anglais
- Peter Collinson (1694-1768), botaniste britannique
- Anne Conway (1631-1679), philosophe anglaise
- Pit Corder (1918-1990), linguiste anglais
- Prudence Crandall (1803-1890), institutrice américaine
- Paul Cuffe (1759-1817), homme d'affaires, officier de marine, abolitionniste et voyageur américain
- Marguerite Czarnecki (1905-1988), travailleuse sociale d’origine suisse

#### D
- John Dalton (1766-1844), chimiste britannique
- Abiah Darby (1716-1793), ministre du culte et industrielle anglaise
- Judi Dench (1934- ), actrice anglaise
- John Dickinson (1732–1808), avocat et politicien américain
- Herbert Dingle (1890-1978), physicien et philosophe des sciences britannique
- Jeremiah Dixon (1733-1779), géomètre et astronome anglais
- Henry Doubleday (1808-1875), ornithologue britannique
- Paul Douglas (1892–1976), homme politique et économiste américain
- Mary Dyer (1611?-1660), considérée comme la seule femme exécutée pour la liberté de religion aux États-Unis

#### E
- Arthur Eddington (1882-1944), astrophysicien britannique
- Sarah Stickney Ellis (1799-1872), écrivaine britannique (convertie au congrégationalisme)
- Henry van Etten (1893-1968), éducateur et conférencier, né à Paris (fr)

#### F
- Margaret Fell (1614-1702), une des fondatrices du mouvement quaker, épousa George Fox
- John Fothergill (1712-1780), médecin et botaniste anglais
- George Fox (1624-1691), fondateur de la Société religieuse des Amis
- Tom Fox (1951-2006), militant pacifiste américain, otage mort en Irak
- William Parker Foulke (1816-1865), paléontologue américain
- Ursula Franklin (1921-2016), métallurgiste, physicienne, auteur et éducatrice canadienne
- Francis Frith (1822-1898), photographe anglais
- Christopher Fry (1907-2005), dramaturge britannique
- Elizabeth Fry (1780-1845), philanthrope britannique
- Joseph Fry (1728–1787), inventeur et industriel anglais du chocolat
- Roger Fry (1866-1934), peintre et critique d'art britannique
- Emil Fuchs (1874-1971), théologien allemand
- Benjamin Furly (1636-1714), marchand anglais

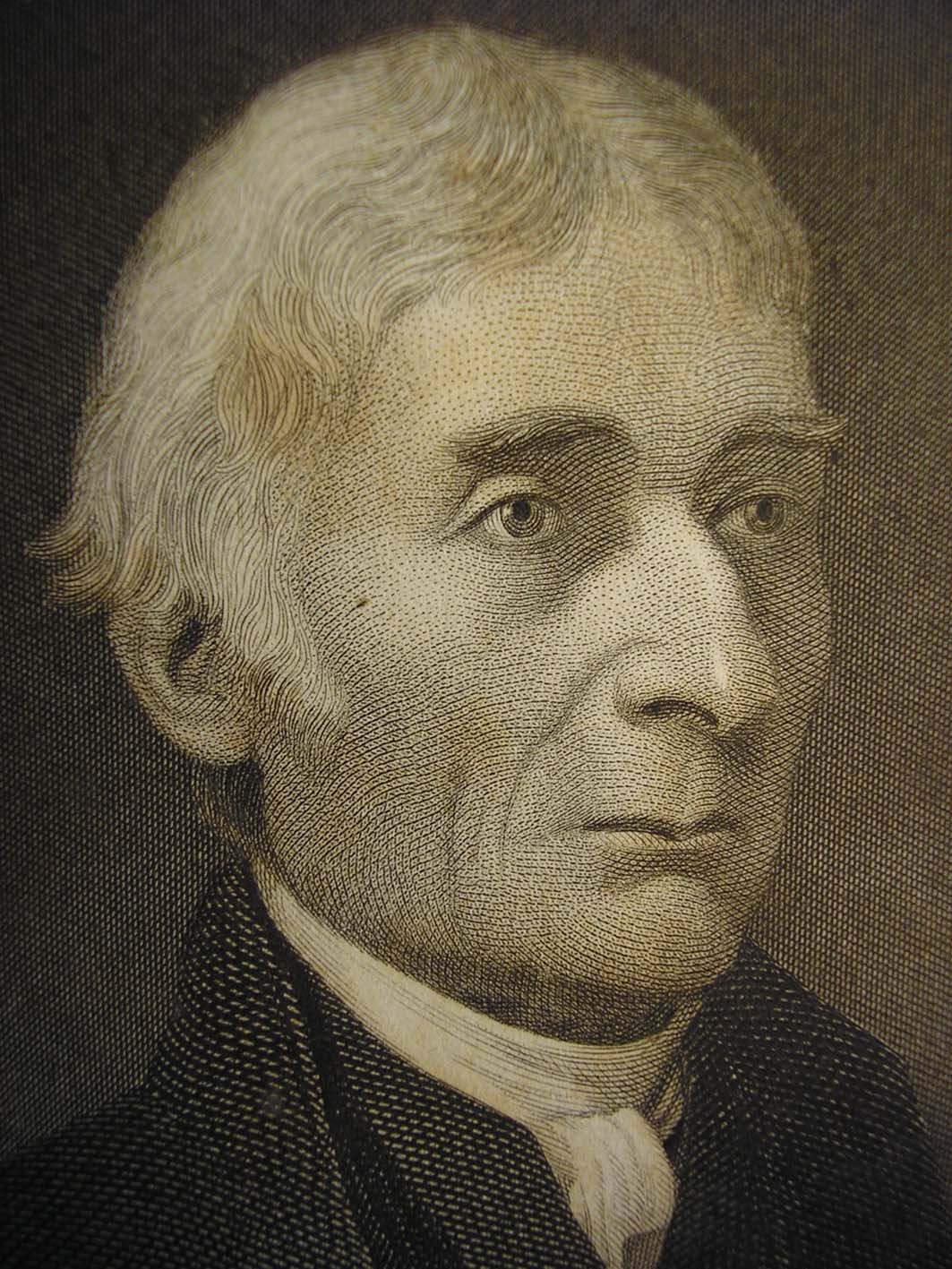
Étienne de Grellet

#### G
- Claude Gay (1706-1786), le premier quaker français
- Abby Hopper Gibbons (1801-1893), abolitionniste américaine
- Grinling Gibbons (1648-1721), sculpteur d'origine anglaise
- George Graham (1673-1751), horloger anglais
- Étienne de Grellet (1773-1855), missionnaire quaker
- Angelina Emily Grimké (1805-1879), abolitionniste et féministe américaine
- Sarah Grimké (1792-1873), abolitionniste et féministe américaine
- Marius Grout (1903-1946), écrivain français, Prix Goncourt

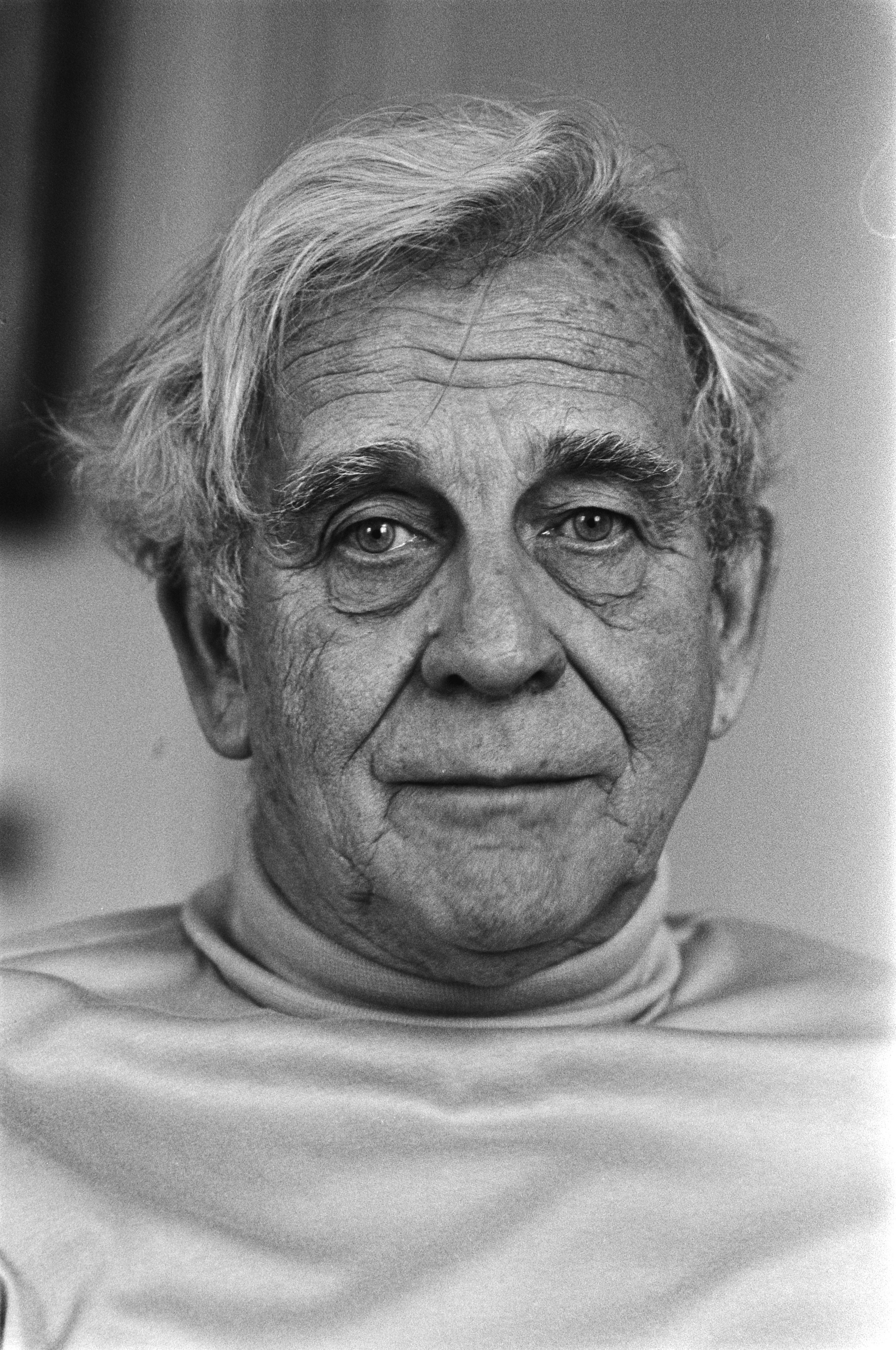
Jan de Hartog

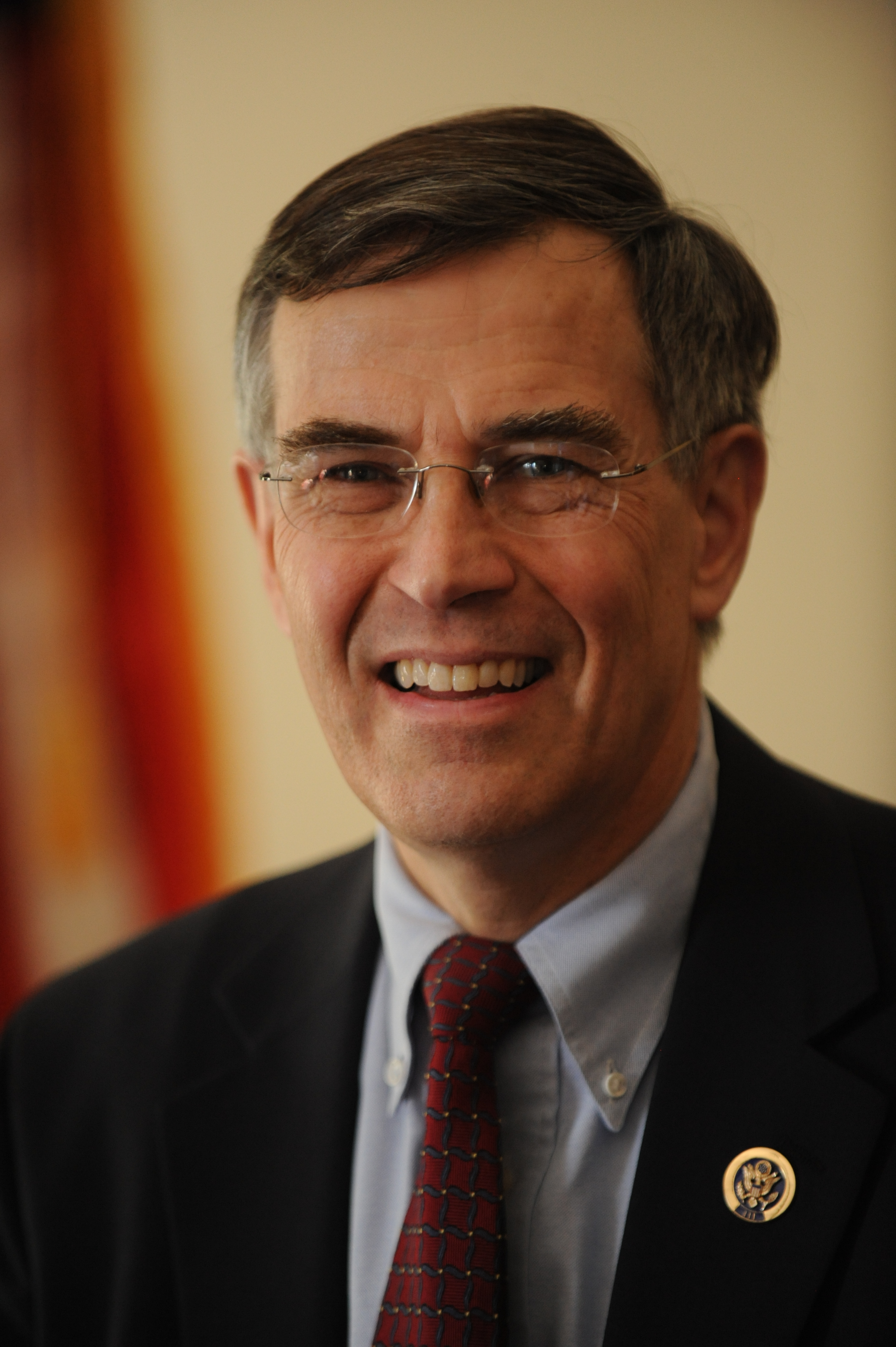
Rush Holt

#### H
- Sok Hon Ham (voir Ham Seok-heon)
- Sheila Hancock (1933- ), actrice et auteure britannique
- James Rendel Harris (1852-1941), paléographe britannique
- Jan de Hartog (1914-2002), romancier néerlandais
- Idy Hegnauer (1919-2006), pacifiste suisse
- Sigrid Helliesen Lund (1892-1987), pacifiste norvégienne
- Carl Hermann (1808-1961), professeur allemand de cristallographie
- Joseph Hewes (1730-1779), homme politique américain, représentant de la Caroline du Nord
- Elizabeth Heyrick (1769–1831), militante réformiste britannique
- John Hick (1922-2012), philosophe et théologien britannique
- John Hickenlooper (1952- ), hommes d'affaires et politicien démocrate américain
- Edward Hicks (1780-1849), peintre américain
- Elias Hicks (1748-1830), prédicateur américain
- C. J. Hinke (1950- ), éditeur de livres pour enfants, militant américain, membre de Wikileaks
- Gordon Hirabayashi (en) (1918-2012), sociologue américain d'origine japonaise, du mouvement Mukyōkai
- Samuel Hoare (1751–1825), banquier et abolitionniste britannique
- Thomas Hodgkin (1798-1866), médecin pathologiste anglais
- Johns Hopkins (1795-1873), homme d'affaires américain et philanthrope
- Gerard Hoffnung (1925-1959), musicien, dessinateur et caricaturiste allemand émigré en Angleterre
- Rush Holt, (1948- ), politicien américain
- Herbert Hoover (1874-1964), président américain
- Lou Henry Hoover (1874-1944), « Première dame » des États-Unis 1929-1933
- Luke Howard (1772-1864), météorologiste britannique
- Jane Hunt (1812-1889), féministe et abolitionniste américaine

#### I
- Walter Isard (1919-2010), professeur américain d'économie

#### J
- Rufus Jones (1863-1948), philosophe américain

#### K
- Thomas S. Kirkbride (1809-1883), médecin américain
- Judith Kirton-Darling (1977- ), politicienne britannique

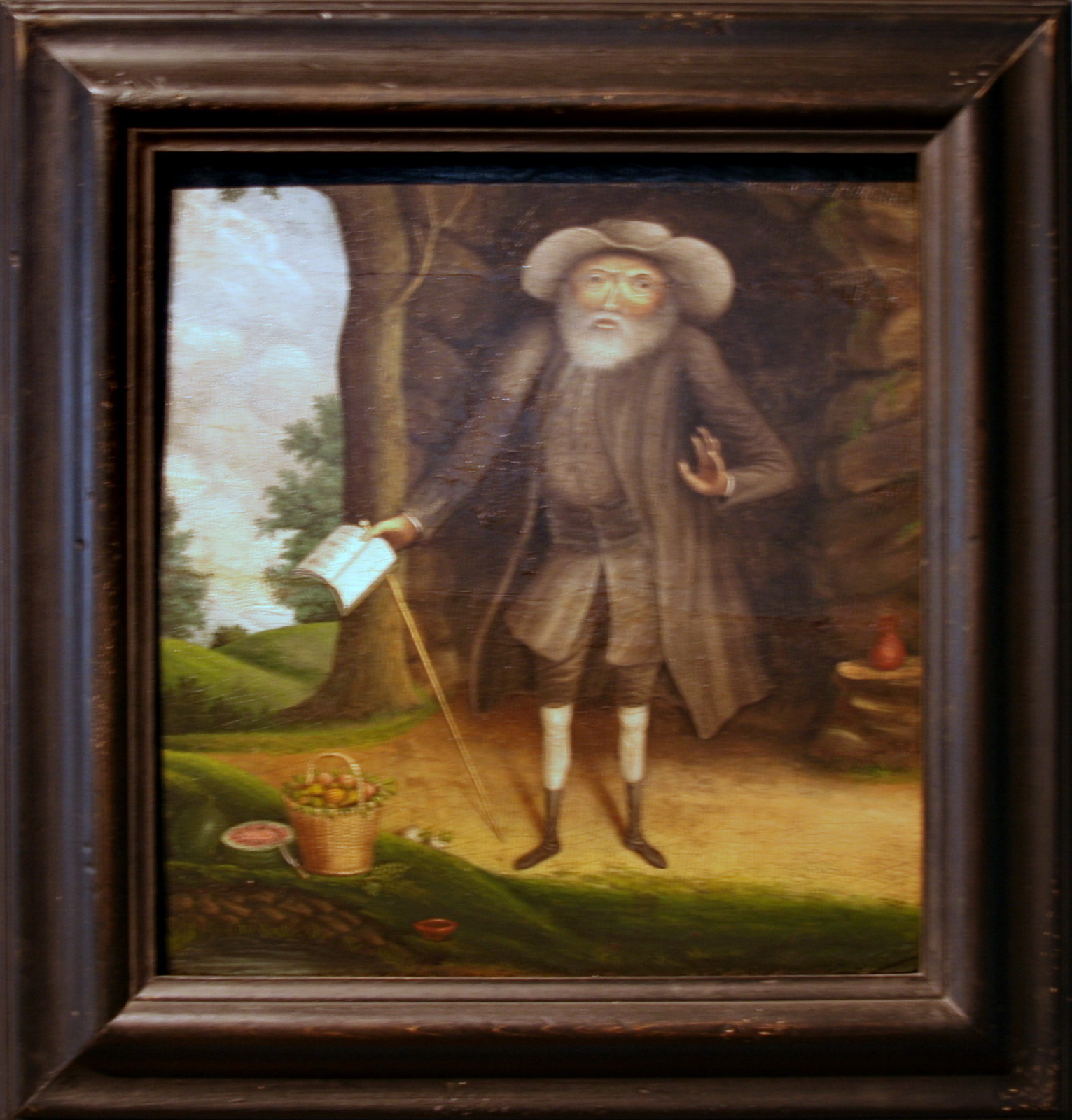
Benjamin Lay

#### L
- Joseph Lancaster (1778-1838), rénovateur des écoles publiques, anglais
- Benjamin Lay (1682–1759), antiesclavagiste anglais et américain (plusieurs fois exclu de la Société[1])
- David Lean (1908-1991), réalisateur, producteur, scénariste et monteur britannique
- Lorenzo Dow Lewelling (1846-1900), homme politique américain
- John Coakley Lettsome (1744–1815), médecin et philanthrope britannique
- John Lilburne (1614-1657), homme politique niveleur anglais
- Joseph Lister (1827-1912), chirurgien britannique
- Charles Lloyd (1662-1728), forgeron britannique
- Kathleen Lonsdale (1903-1971), cristallographe anglaise
- Jeanne Henriette Louis (1938- ), historienne française
- Benjamin Lundy (1789-1839), abolitionniste américain
- Staughton Lynd (1929-?), historien, auteur et avocat américain

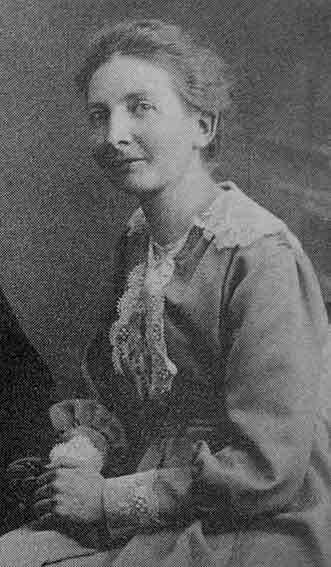
Hélène Monastier

#### M
- Elizabeth Magie (1866-1948), conceptrice de jeux américaine, à l'origine du Monopoly
- James A. Michener (1907-1997), écrivain américain
- William Miller (1796-1882), graveur et aquarelliste écossais
- Mary Mollineux (1651-1696), poétesse britannique
- Hélène Monastier (1882-1976), enseignante vaudoise
- Lewis Morris (1613-1691), militaire anglais
- Norman Morrison (1933-1965), pacifiste américain
- Lucretia Mott (1793-1880), abolitionniste et première féministe américaine
- Lindley Murray (1745-1826), grammairien anglais
- A. J. Muste (1885-1967), socialiste et pacifiste américain

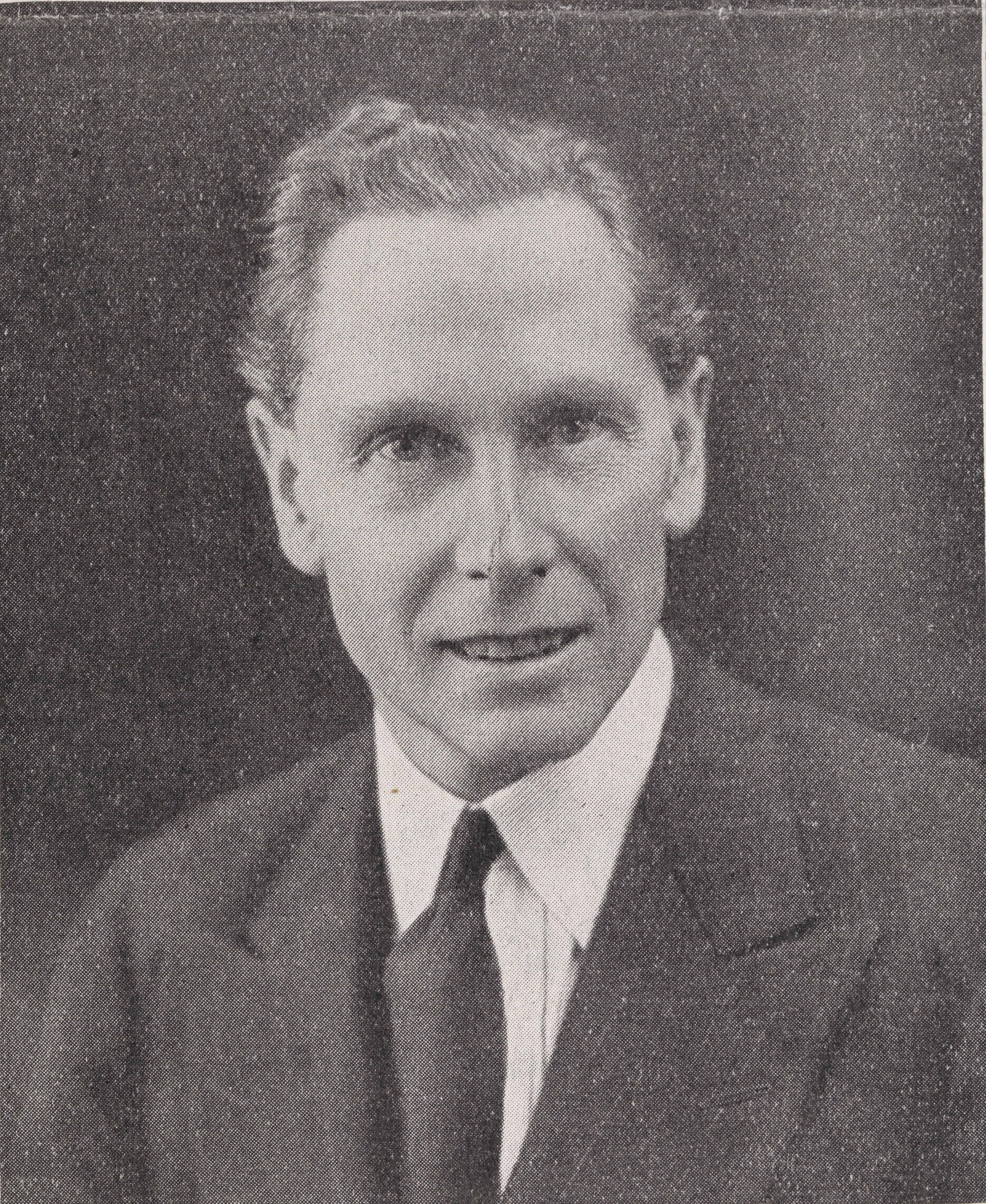
Philip Noel-Baker

#### N
- James Nayler (1618–1660), membre des soixante vaillants
- John Neal (1793-1876), écrivain américain
- Russ Nelson (1958- ), informaticien américain
- Edward Newman (1801-1876), entomologiste, botaniste et écrivain britannique
- Nitobe Inazō (1862-1933), professeur japonais, premier sous-secrétaire général de la Société des Nations
- Richard Nixon (1914-1994), président américain
- Philip J. Noel-Baker (1889–1982), politicien et diplomate britannique, prix Nobel de la paix en 1959

#### O
- Paul Oestreicher (en) (1931- ), pasteur anglican d’origine allemande
- Amelia Opie (1769-1853), auteure anglaise

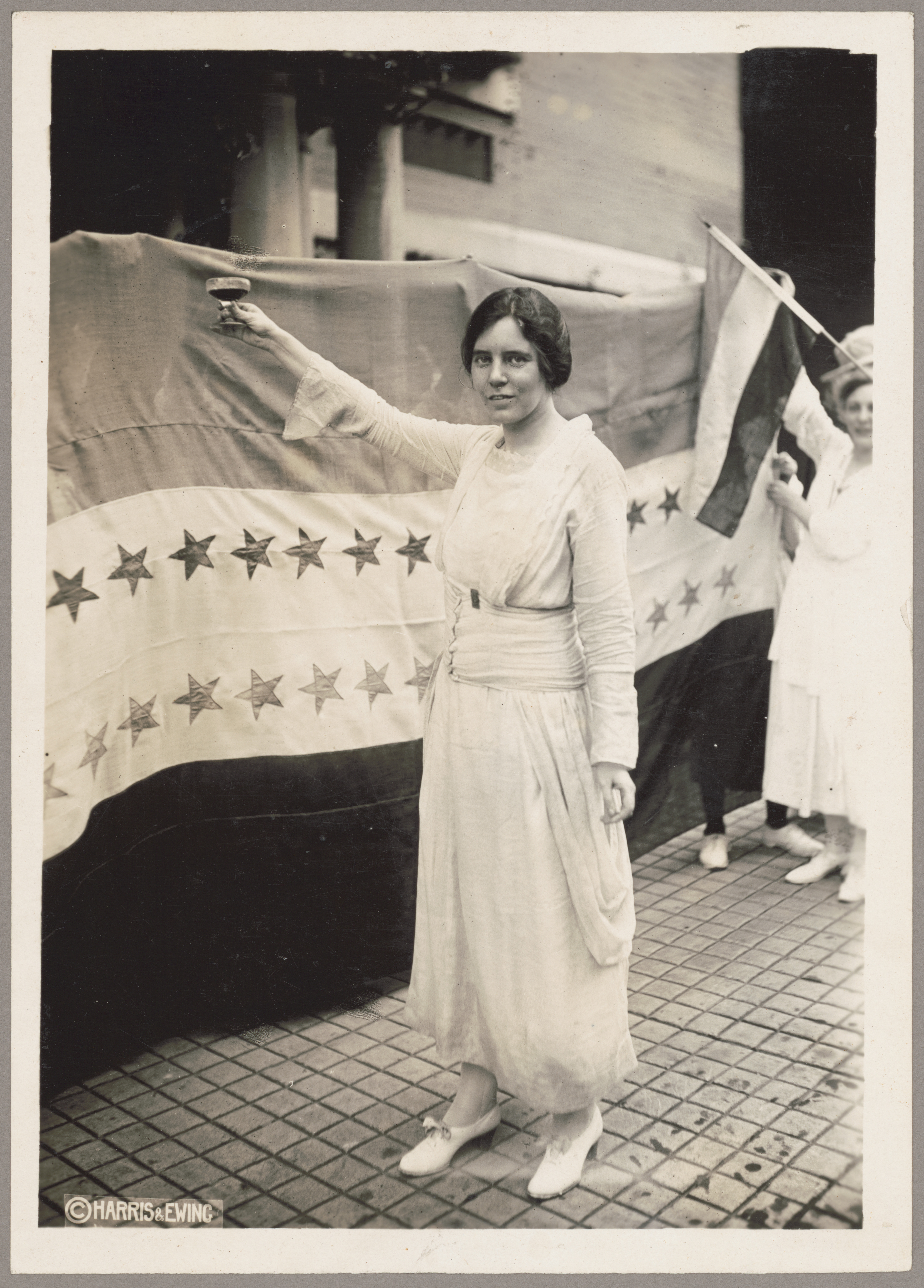
Alice Paul

#### P
- David Parlett (1939- ), écrivain britannique, concepteur de jeux
- Alice Paul (1885-1977), suffragette américaine
- Alfred Pease (2e baronnet) (1857-1939), politicien anglais et pionnier de l’Afrique de l’Est
- Edward Pease (1767-1858), anglais, créateur du Stockton & Darlington Railway
- Joseph Pease (1er baronnet) (1828-1903), politicien anglais
- Priscilla Hannah Peckover (1833-1931), pacifiste britannique
- William Penn (1644-1718), anglais, fondateur de la Pennsylvanie
- Graffin Prankard (?-1756), négociant en métaux, anglais
- Cyrus Pringle (1838-1911), botaniste américain
- Edmond Privat (1889-1962), journaliste et écrivain suisse

#### Q
- Daniel Quare (1649-1724), horloger anglais

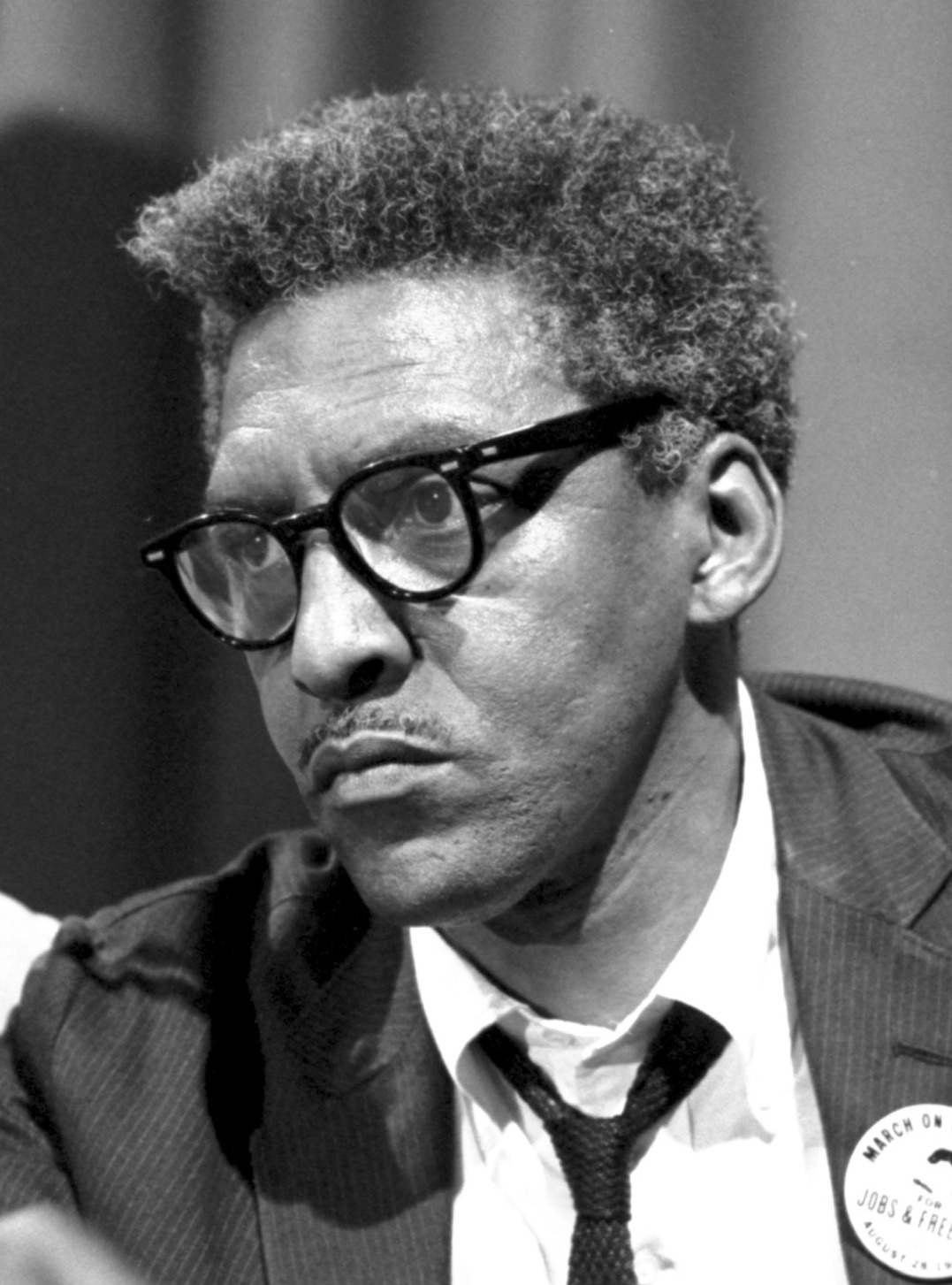
Bayard Rustin

#### R
- Basil Rákóczi (1908-1979), peintre d'origines irlandaise et hongroise, membre du groupe White Stag
- Thomas Rawlinson (XVIIIe siècle), industriel anglais
- Ivo Rens (1933- ), juriste, historien et universitaire suisse originaire de Belgique
- Theodore William Richards (1868-1928), chimiste américain
- Lewis Fry Richardson (1881-1953), mathématicien et météorologue britannique, père de la prévision numérique du temps
- John Rickman (1891-1951), psychiatre et psychanalyste britannique
- Jacqueline Robinson (1922-2000), danseuse française
- Hugh McGregor Ross (1917-2014), pionnier britannique de l'informatique
- Elisabeth Rotten (1882-1964), pédagogue suisse
- Benjamin Seebohm Rowntree (1871-1954), industriel anglais
- Bayard Rustin (1912-1987), militant des droits civiques afro-américain.

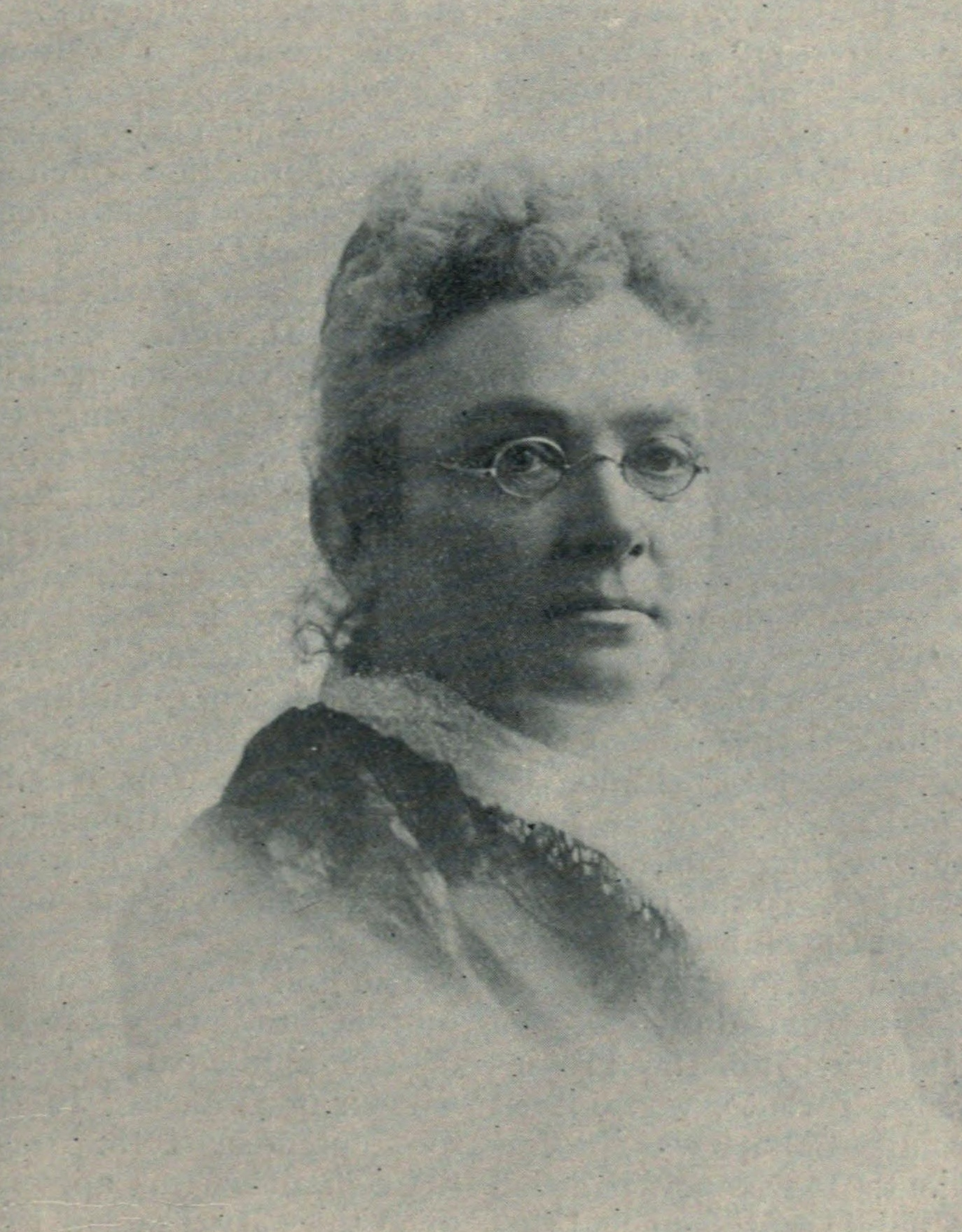
Emily Stowe

#### S
- Alfred Salter (1873-1945), médecin, politicien et pacifiste britannique
- Ham Seok-heon (1901-1989), penseur religieux coréen
- Charles Thurstan Shaw (1914-2013), archéologue britannique
- Emily Stowe (1831-1903), femme médecin, canadienne
- Donald Swann (1923-1994), compositeur et musicien britannique

#### T
- Joseph Hooton Taylor (1941- ), astrophysicien américain, prix Nobel de physique en 1993
- Valerie Taylor (1913-1997), écrivaine américaine
- Jean Toomer (1894-1967), poète et romancier afro-américain
- Francis Fox Tuckett (1834-1913), alpiniste anglais
- William Tuke (1732-1822), philanthrope anglais
- James Turrell (1943- ), artiste plasticien américain

#### V
- Mabel Vernon (1883–1975), suffragette et pacifiste américaine
- Elizabeth Gray Vining (1902-1999), bibliothécaire et écrivaine américaine

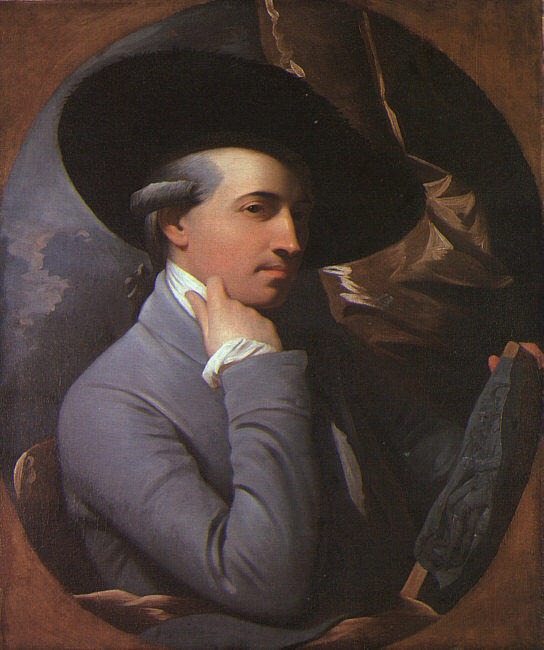
Benjamin West

#### W
- Theophil Waldmeier (1832-1915), missionnaire suisse
- Benjamin West (1738-1820), peintre américain
- Jessamyn West (1902-1984), romancière américaine
- John Greenleaf Whittier (1807-1892), poète américain
- David Willson (1778-1866), chef religieux et mystique canadien, quaker dissident
- Gerrard Winstanley (1609-1676), réformiste protestant anglais
- Joseph Woods (1776-1864), géologue, botaniste et architecte britannique
- John Woolman (1720-1772), américain, prédicateur quaker itinérant
- Jonathan Worth (en) (1802-1869), gouverneur de Caroline du Nord

#### Y
- Thomas Young (1773-1829), physicien, médecin et égyptologue britannique
- Yuan Yang (1990- ), économiste, journaliste et politicienne britannique

- Haut – A
- B
- C
- D
- E
- F
- G
- H
- I
- J
- K
- L
- M
- N
- O
- P
- Q
- R
- S
- T
- U
- V
- W
- X
- Y
- Z

### Selon leurs occupations
Abolitionniste
- Benjamin Lay (1682–1759)
- Antoine Bénézet (1713-1784)
- Moses Brown (1738-1836)
- John C. Lettsome (1744–1815)
- Samuel Hoare (1751–1825)
- Paul Cuffe (1759-1817)
- Thomas Clarkson (1760-1846)
- Benjamin Lundy (1789-1839)
- Sarah Grimké (1792-1873)
- Lucretia Mott (1793-1880)
- Abby Hopper Gibbons (1801-1893)
- Angelina Emily Grimké (1805-1879)
- Jane Hunt (1812-1889)
- William Parker Foulke (1816-1865)

Actrice
- Sheila Hancock (1933- )
- Judi Dench (1934- )

Alpiniste
- Francis Fox Tuckett (1834-1913)

Archéologue
- Charles Thurstan Shaw (1914-2013)

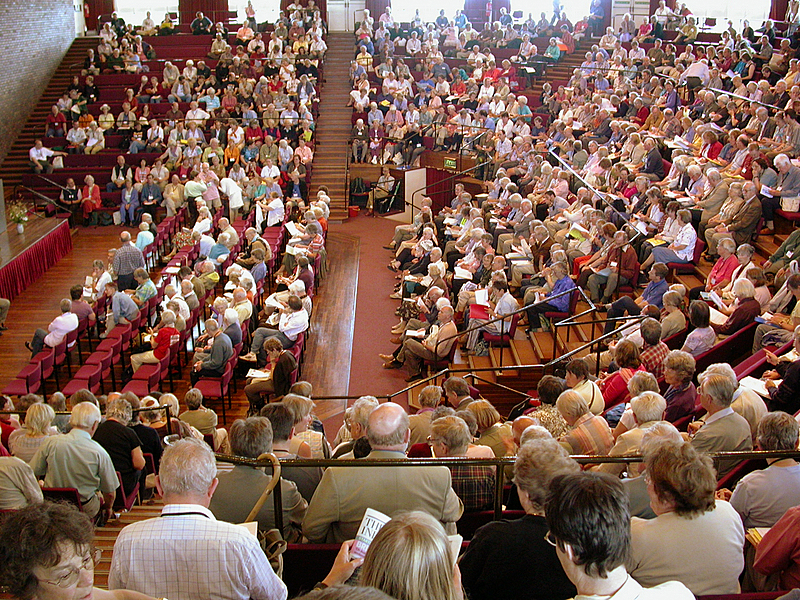
Assemblée annuelle britannique, York, 2005

- Richard J. C. Atkinson (1920-1994)

Architecte
- Joseph Woods (1776-1864)
- Laurie Baker (1917-2007)

Banquier
- Samuel Hoare (1751–1825)
- Edward Pease (1767-1858)

Botaniste
- Peter Collinson (1694-1768)
- John Bartram (1699-1777)
- John Fothergill (1712-1780)
- Joseph Woods (1776-1864)
- James Backhouse (1794-1869)
- Edward Newman (1801-1876)
- Cyrus Pringle (1838-1911)

Chimiste
- John Dalton (1766-1844)
- William Allen (1770-1843)
- Theodore William Richards (1868-1928)

Commerçant, négociant
- Gerrard Winstanley (1609-1676)
- Benjamin Furly (1636-1714)
- Graffin Prankard (?-1756)
- Abiah Darby (1716-1793)
- Paul Cuffe (1759-1817)
- Johns Hopkins (1795-1873)
- John Hickenlooper (1952- )

Concepteur de jeux
- Elizabeth Magie (1866-1948)
- David Parlett (1939- )

Cristallographe
- Carl Hermann (1808-1961)
- Kathleen Lonsdale (1903-1971)

Danseuse
- Jacqueline Robinson (1922-2000)

Diplomate
- Nitobe Inazō (1862-1933)
- Philip J. Noel-Baker (1889–1982)

Économiste
- Paul Douglas (1892–1976)
- Kenneth E. Boulding (1910-1993)
- Walter Isard (1919-2010)
- Yuan Yang (1990- )

Écrivain, poète, éditeur, journaliste
- Mary Mollineux (1651-1696)
- Amelia Opie (1769-1853)
- John Neal (1793-1876)
- Sarah Stickney Ellis (1799-1872)
- Edward Newman (1801-1876)
- John Greenleaf Whittier (1807-1892)
- Edmond Privat (1889-1962)
- Jean Toomer (1894–1967)
- Whittaker Chambers (1901-1961)
- Jessamyn West (1902-1984)
- Elizabeth Gray Vining (1902-1999)
- Marius Grout (1903-1946)
- Christopher Fry (1907-2005)
- James A. Michener (1907-1997)
- Valerie Taylor (1913-1997)
- Jan de Hartog (1914-2002)
- Piers Anthony (1934- )
- C. J. Hinke (1950- )
- Yuan Yang (1990- )

Enseignant, éducateur, pédagogue
- Antoine Bénézet (1713-1784)
- Joseph Lancaster (1778-1838)
- Prudence Crandall (1803-1890)
- Pierre Ceresole (1879-1945)
- Hélène Monastier (1882-1976)
- Elisabeth Rotten (1882-1964)
- Kees Boeke (1884-1966)
- Henry van Etten (1893-1968)
- Ursula Franklin (1921-2016)

Féministe
- Sarah Grimké (1792-1873)
- Lucretia Mott (1793-1880)
- Angelina Emily Grimké (1805-1879)
- Jane Hunt (1812-1889)
- Mabel Vernon (1883–1975)
- Alice Paul (1885-1977)

Forgeron
- Charles Lloyd (1662-1728)

Généticien
- Mario Capecchi (1937- )

Grammairien
- Lindley Murray (1745-1826)

Graveur
- William Miller (1796-1882)

Historien
- Hugh Borton (1903-1995)
- Staughton Lynd (1929-?)
- Ivo Rens (1933- )
- Jeanne Henriette Louis (1938- )

Horloger
- Daniel Quare (1649-1724)
- George Graham (1673-1751)

Industriel
- Thomas Rawlinson (XVIIIe siècle)
- Abiah Darby (1716-1793)
- Joseph Storrs Fry (1728–1787)
- Edward Pease (1767-1858)
- John Cadbury (1801-1889)
- Benjamin S. Rowntree (1871-1954)

Informaticien
- Hugh McGregor Ross (1917-2014)
- Russ Nelson (1958- )

Ingénieur
- Joseph Allen Baker (1852-1918)

Juriste
- Ivo Rens (1933- )

Linguiste
- Pit Corder (1918-1990)

Mathématicien, géomètre
- Jeremiah Dixon (1733-1779)
- Lewis Fry Richardson (1881-1953)

Médecin, chirurgien
- John Fothergill (1712-1780)
- John C. Lettsome (1744–1815)
- Thomas Young (1773-1829)
- Thomas Hodgkin (1798-1866)
- Thomas S. Kirkbride (1809-1883)
- Joseph Lister (1827-1912)
- Emily Stowe (1831-1903)
- Alfred Salter (1873-1945)
- Otto Buchinger (1878-1966)
- Russell Brain (1895-1966)
- Max-Henri Béguin (1918-2000)

Météorologue
- Luke Howard (1772-1864)
- Lewis Fry Richardson (1881-1953)

Militaire
- Lewis Morris (1613-1691)

Missionnaire, prédicateur
- Margaret Fell (1614-1702)
- James Nayler (1618–1660)
- George Fox (1624-1691)
- Claude Gay (1706-1786)
- Abiah Darby (1716-1793)
- John Woolman (1720-1772)
- Elias Hicks (1748-1830)
- Étienne de Grellet (1773-1855)
- Christine Alsop (1805-1879)
- Theophil Waldmeier (1832-1915)

Militant
- Gerrard Winstanley (1609-1676)
- Mary Dyer (1611?-1660)
- Elizabeth Heyrick (1769–1831)
- Susan B. Anthony (1820-1906)
- Emily Greene Balch (1867-1961)
- Kees Boeke (1884-1966)
- Pierre Ceresole (1879-1945)
- Marguerite Czarnecki (1905-1988)
- Idy Hegnauer (1919-2006)
- A. J. Muste (1885-1967)
- Sigrid Helliesen Lund (1892-1987)
- Ham Seok-heon (1901-1989)
- Bayard Rustin (1912-1987)
- Eric Baker (1920-1976)
- C. J. Hinke (1950- )
- Tom Fox (1951-2006)

Musicien, compositeur
- Ferdinand ou Fred Barlow (1881-1951)
- Donald Swann (1923-1994)
- Gerard Hoffnung (1925-1959)
- Sally Beamish (1956- )

Ornithologue
- Henry Doubleday (1808-1875)
- Horace Alexander (1889-1989)

Paléographe
- James Rendel Harris (1852-1941)

Paléontologue
- William Parker Foulke (1816-1865)

Peintre
- Benjamin West (1738-1820)
- Edward Hicks (1780-1849)
- Roger Fry (1866-1934)
- Basil Rákóczi (1908-1979)

Philosophe
- Anne Conway (1631-1679)
- Rufus Jones (1863-1948)
- Herbert Dingle (1890-1978)
- Kenneth E. Boulding (1910-1993)
- John Hick (1922-2012)

Philanthrope
- Antoine Bénézet (1713-1784)
- William Tuke (1732-1822)
- John C. Lettsome (1744–1815)
- William Allen (1770-1843)
- Elizabeth Fry (1780-1845)
- Johns Hopkins (1795-1873)

Photographe
- Francis Frith (1822-1898)

Physicien, astrophysicien
- Jeremiah Dixon (1733-1779)
- Thomas Young (1773-1829)
- Arthur Eddington (1882-1944)
- Herbert Dingle (1890-1978)
- Wolfgang Berg (1908-1984)
- Albert Baez (1912-2007)
- Ursula Franklin (1921-2016)
- Joseph Hooton Taylor (1941- )
- Jocelyn Bell Burnell (1943- )

Plasticien
- James Turrell (1943- )

Politicien
- John Lilburne (1614-1657)
- William Penn (1644-1718)
- Joseph Hewes (1730-1779)
- John Dickinson (1732–1808)
- Jonathan Worth (en) (1802-1869)
- John Bright (1811-1889)
- Joseph Pease (1828-1903)
- Joseph Allen Baker (1852-1918)
- Alfred Pease (1857-1939)
- Lorenzo D. Lewelling (1846-1900)
- Alfred Salter (1873-1945)
- Herbert Hoover (1874-1964)
- Lou Henry Hoover (1874-1944)
- Philip J. Noel-Baker (1889–1982)
- Paul Douglas (1892–1976)
- Richard Nixon (1914-1994)
- Rush Holt, (1948- )
- John Hickenlooper (1952- )
- Molly Scott Cato (1963- )
- Judith Kirton-Darling (1977- )
- Yuan Yang (1990- )

Psychiatre
- John Rickman (1891-1951)

Réalisateur, scénariste
- David Lean (1908-1991)

Religieux, réformateur
- David Willson (1778-1866)
- Ham Seok-heon (1901-1989)

Sculpteur
- Grinling Gibbons (1648-1721)

Sociologue
- Gordon Hirabayashi (en) (1918-2012)
- Elise Boulding (1920-2010)

Théologien
- Robert Barclay (1648-1690)
- James Rendel Harris (1852-1941)
- Emil Fuchs (1874-1971)
- John Hick (1922-2012)
- Paul Oestreicher (en) (1931- )

### Selon l'année de naissance

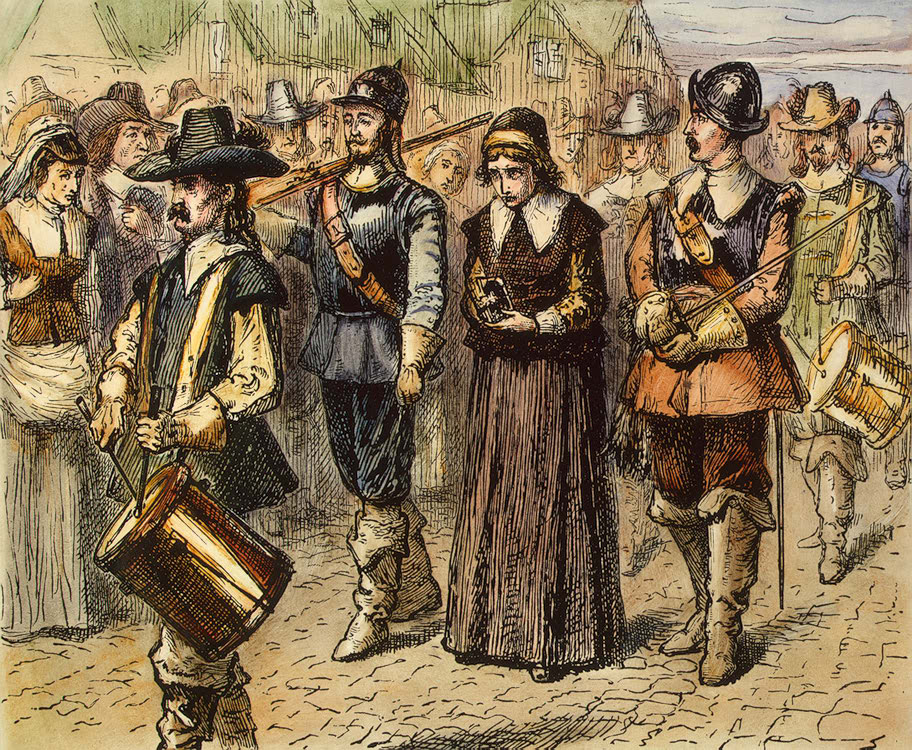
Mary Dyer

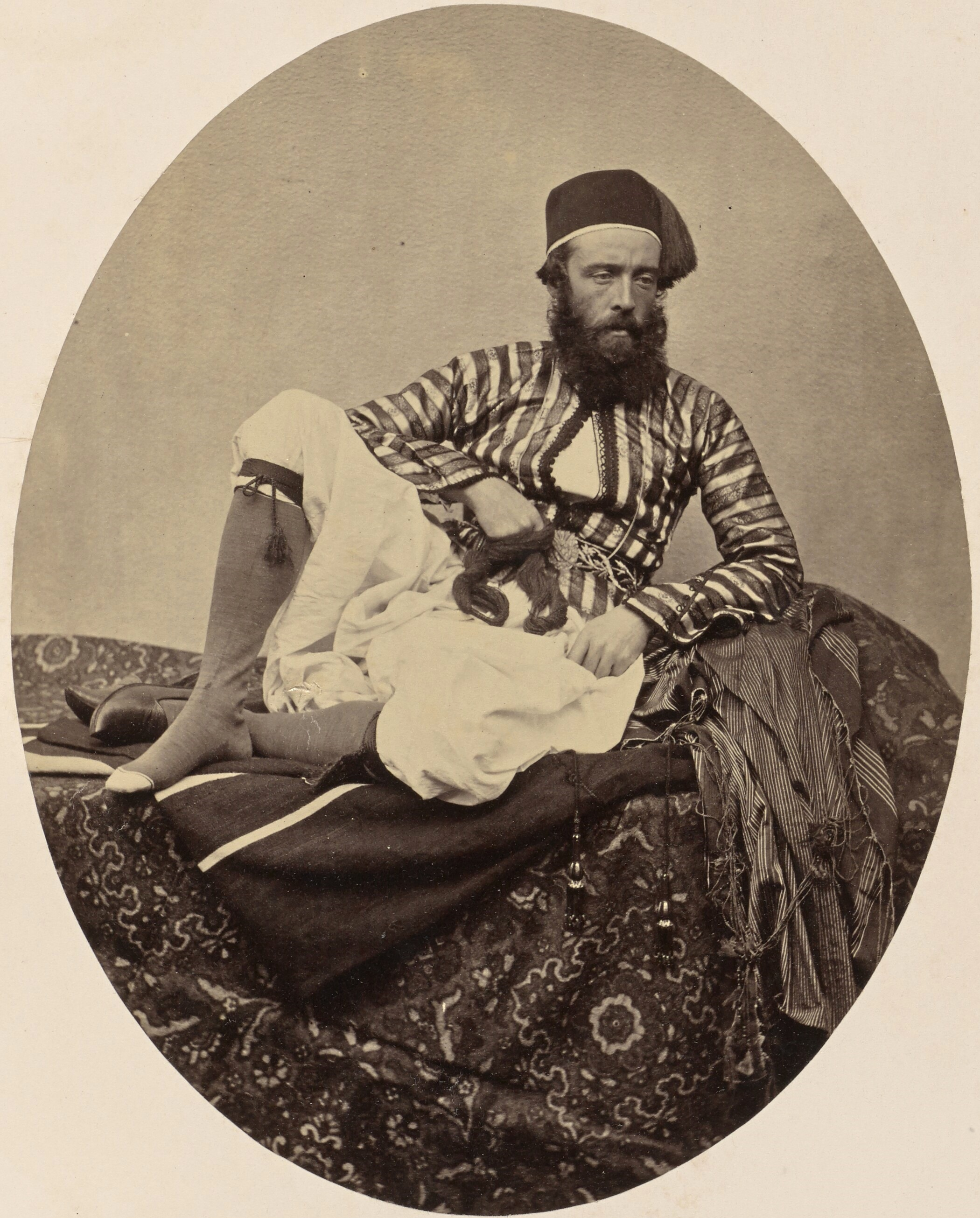
Francis Frith

XVIIe siècle
- Gerrard Winstanley (1609-1676)
- Mary Dyer (1611?-1660)
- Lewis Morris (1613-1691)
- John Lilburne (1614-1657)
- Margaret Fell (1614-1702)
- James Nayler (1618–1660)
- George Fox (1624-1691)
- Anne Conway (1631-1679)
- Benjamin Furly (1636-1714)
- William Penn (1644-1718)
- Grinling Gibbons (1648-1721)
- Robert Barclay (1648-1690)
- Daniel Quare (1649-1724)
- Mary Mollineux (1651-1696)
- Charles Lloyd (1662-1728)
- George Graham (1673-1751)
- Benjamin Lay (1682–1759)
- Peter Collinson (1694-1768)
- John Bartram (1699-1777)
- Graffin Prankard (?-1756)

XVIIIe siècle
- Thomas Rawlinson (XVIIIe siècle)
- Claude Gay (1706-1786)
- John Fothergill (1712-1780)
- Antoine Bénézet (1713-1784)
- Abiah Darby (1716-1793)
- John Woolman (1720-1772)
- Joseph Storrs Fry (1728–1787)
- Joseph Hewes (1730-1779)
- John Dickinson (1732–1808)
- William Tuke (1732-1822)
- Jeremiah Dixon (1733-1779)
- Benjamin West (1738-1820)
- Moses Brown (1738-1836)
- John C. Lettsome (1744–1815)
- Lindley Murray (1745-1826)
- Elias Hicks (1748-1830)
- Samuel Hoare (1751–1825)
- Paul Cuffe (1759-1817)
- Thomas Clarkson (1760-1846)
- John Dalton (1766-1844)
- Edward Pease (1767-1858)
- Elizabeth Heyrick (1769–1831)
- Amelia Opie (1769-1853)
- William Allen (1770-1843)
- Luke Howard (1772-1864)
- Étienne de Grellet (1773-1855)
- Thomas Young (1773-1829)
- Joseph Woods (1776-1864)
- Joseph Lancaster (1778-1838)
- David Willson (1778–1866)
- Elizabeth Fry (1780-1845)
- Edward Hicks (1780-1849)
- Benjamin Lundy (1789-1839)
- Sarah Grimké (1792-1873)
- John Neal (1793-1876)
- Lucretia Mott (1793-1880)
- James Backhouse (1794-1869)
- Johns Hopkins (1795-1873)
- William Miller (1796-1882)
- Thomas Hodgkin (1798-1866)
- Sarah Stickney Ellis (1799-1872)

XIXe siècle
- Abby Hopper Gibbons (1801-1893)
- Edward Newman (1801-1876)
- John Cadbury (1801-1889)
- Jonathan Worth (en) (1802-1869)
- Prudence Crandall (1803-1890)
- Christine Alsop (1805-1879)
- Angelina Emily Grimké (1805-1879)
- John Greenleaf Whittier (1807-1892)
- Carl Hermann (1808-1961)
- Henry Doubleday (1808-1875)
- Thomas S. Kirkbride (1809-1883)
- John Bright (1811-1889)
- Jane Hunt (1812-1889)
- William Parker Foulke (1816-1865)
- Susan B. Anthony (1820-1906)
- Francis Frith (1822-1898)
- Lord Joseph Lister (1827-1912)
- Joseph Pease (1828-1903)
- Emily Stowe (1831-1903)
- Theophil Waldmeier (1832-1915)
- Priscilla Hannah Peckover (1833-1931)
- Francis Fox Tuckett (1834-1913)
- Cyrus Pringle (1838-1911)
- Lorenzo D. Lewelling (1846-1900)
- Joseph Allen Baker (1852-1918)
- James Rendel Harris (1852-1941)
- Alfred Pease (1857-1939)
- Nitobe Inazō (1862-1933)
- Rufus Jones (1863-1948)
- Roger Fry (1866-1934)
- Elizabeth Magie (1866-1948)
- Emily Greene Balch (1867-1961)
- Theodore William Richards (1868-1928)
- Benjamin S. Rowntree (1871-1954)
- Alfred Salter (1873-1945)
- Lou Henry Hoover (1874-1944)
- Herbert Hoover (1874-1964)
- Emil Fuchs (1874-1971)
- Otto Buchinger (1878-1966)
- Pierre Ceresole (1879-1945)
- Ferdinand Barlow (1881-1951)
- Lewis Fry Richardson (1881-1953)
- Arthur Eddington (1882-1944)
- Elisabeth Rotten (1882-1964)
- Hélène Monastier (1882-1976)
- Mabel Vernon (1883–1975)
- Kees Boeke (1884-1966)
- A. J. Muste (1885-1967)
- Alice Paul (1885-1977)
- Philip J. Noel-Baker (1889–1982)
- Edmond Privat (1889-1962)
- Horace Alexander (1889-1989)
- Herbert Dingle (1890-1978)
- John Rickman (1891-1951)
- Paul Douglas (1892–1976)
- Sigrid Helliesen Lund (1892-1987)
- Henry van Etten (1893-1968)
- Jean Toomer (1894–1967)
- Russell Brain (1895-1966)

XXe siècle
- Whittaker Chambers (1901-1961)
- Ham Seok-heon (1901-1989)
- Jessamyn West (1902-1984)
- Elizabeth Gray Vining (1902-1999)
- Hugh Borton (1903-1995)
- Marius Grout (1903-1946)
- Kathleen Lonsdale (1903-1971)
- Marguerite Czarnecki (1905-1988)
- Christopher Fry (1907-2005)
- James A. Michener (1907-1997)
- Basil Rákóczi (1908-1979)
- Wolfgang Berg (1908-1984)
- David Lean (1908-1991)
- Kenneth E. Boulding (1910-1993)
- Bayard Rustin (1912-1987)
- Albert Baez (1912-2007)
- Valerie Taylor (1913-1997)
- Richard Nixon (1914-1994)
- Jan de Hartog (1914-2002)
- Charles Thurstan Shaw (1914-2013)
- Laurie Baker (1917-2007)
- Hugh McGregor Ross (1917-2014)
- Idy Hegnauer (1919-2006)
- Gordon Hirabayashi (1918-2012)
- Max-Henri Béguin (1918-2000)
- Pit Corder (1918-1990)
- Walter Isard (1919-2010)
- Eric Baker (1920-1976)

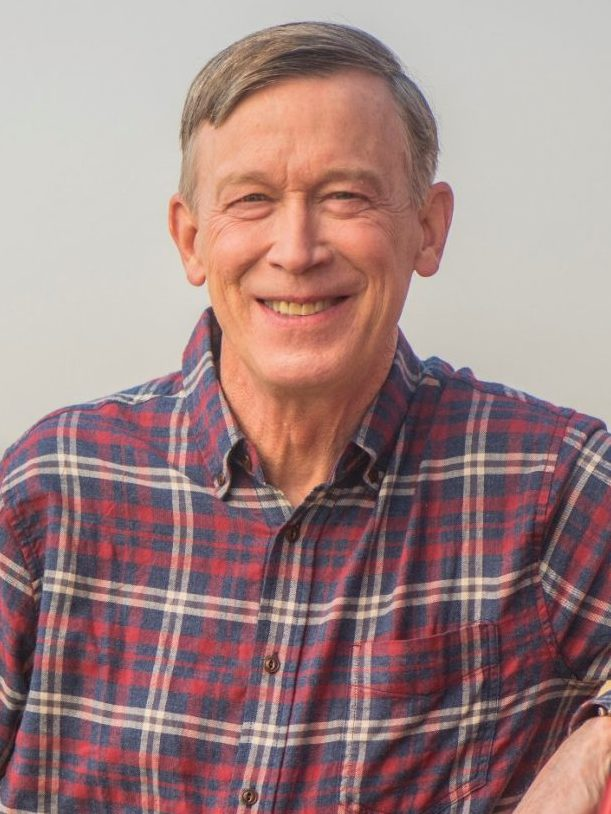
John Hickenlooper

- Richard J. C. Atkinson (1920-1994)
- Elise Boulding (1920-2010)
- Ursula Franklin (1921-2016)
- Jacqueline Robinson (1922-2000)
- John Hick (1922-2012)
- Donald Swann (1923-1994)
- Gerard Hoffnung (1925-1959)
- Staughton Lynd (1929- )
- Paul Oestreicher (en) (1931- )
- Sheila Hancock (1933- )
- Norman Morrison (1933-1965)
- Ivo Rens (1933- )
- Piers Anthony (1934- )
- Judi Dench (1934- )
- Mario Capecchi (1937- )
- Jeanne Henriette Louis (1938- )
- David Parlett (1939- )
- Joseph Hooton Taylor (1941- )
- James Turrell (1943- )
- Jocelyn Bell Burnell (1943- )
- Rush Holt (1948- )
- C. J. Hinke (1950- )
- Tom Fox (1951-2006)
- John Hickenlooper (1952- )
- Sally Beamish (1956- )
- Russ Nelson (1958- )
- Molly Scott Cato (1963- )
- Judith Kirton-Darling (1977- )
- Yuan Yang (1990- )

## The Valiant Sixty

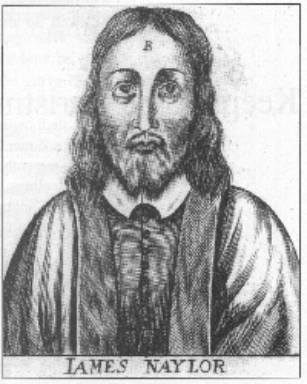
James Nayler

Les « Valiant Sixty » (« Soixante vaillants ») forment un groupe parmi les premiers Amis qui étaient des leaders et des prédicateurs itinérants. Ils venaient principalement du nord de l'Angleterre et ils ont diffusé les idées des Amis durant la seconde moitié du XVIIe siècle en Angleterre, en Europe, en Amérique du Nord et même en Turquie. En réalité, ils étaient plus de soixante.
Leur action était inhabituelle à cette époque. Les prédicateurs étaient le plus souvent des hommes, membres du clergé et bien éduqués. Par contre les Valiant Sixty étaient de simples fermiers et commerçants, et le groupe comprenait une douzaine de femmes. Venant du nord de l'Angleterre, ils étaient considérés comme arriérés. Nombreux sont ceux qui subirent l'emprisonnement et/ou des châtiments corporels à cause de leur opposition aux structures de l'Église de l'époque.
Plus généralement, les quakers ayant participé aux premières années de diffusion du mouvement par leurs prédications et leurs écrits sont connus sous le nom de « Les premiers proclamateurs de la Vérité » (The first publishers of Truth). Une première compilation de leurs manuscrits a été faite vers 1720 et publiée en 1907.

## Personnalités ayant des racines quaker

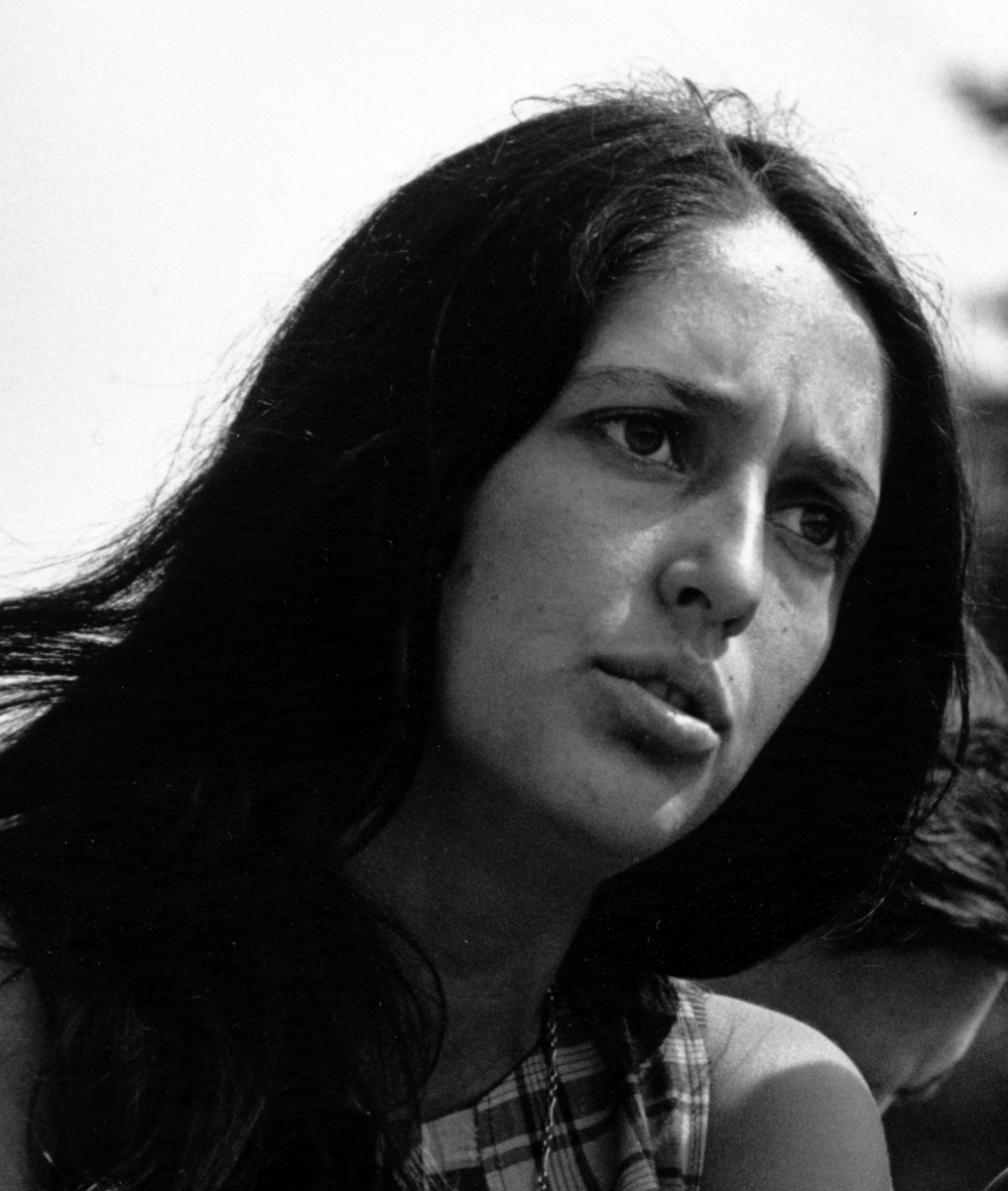
Joan Baez

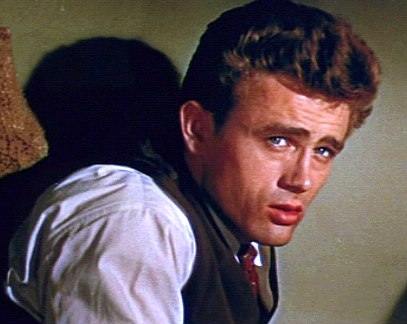
James Dean

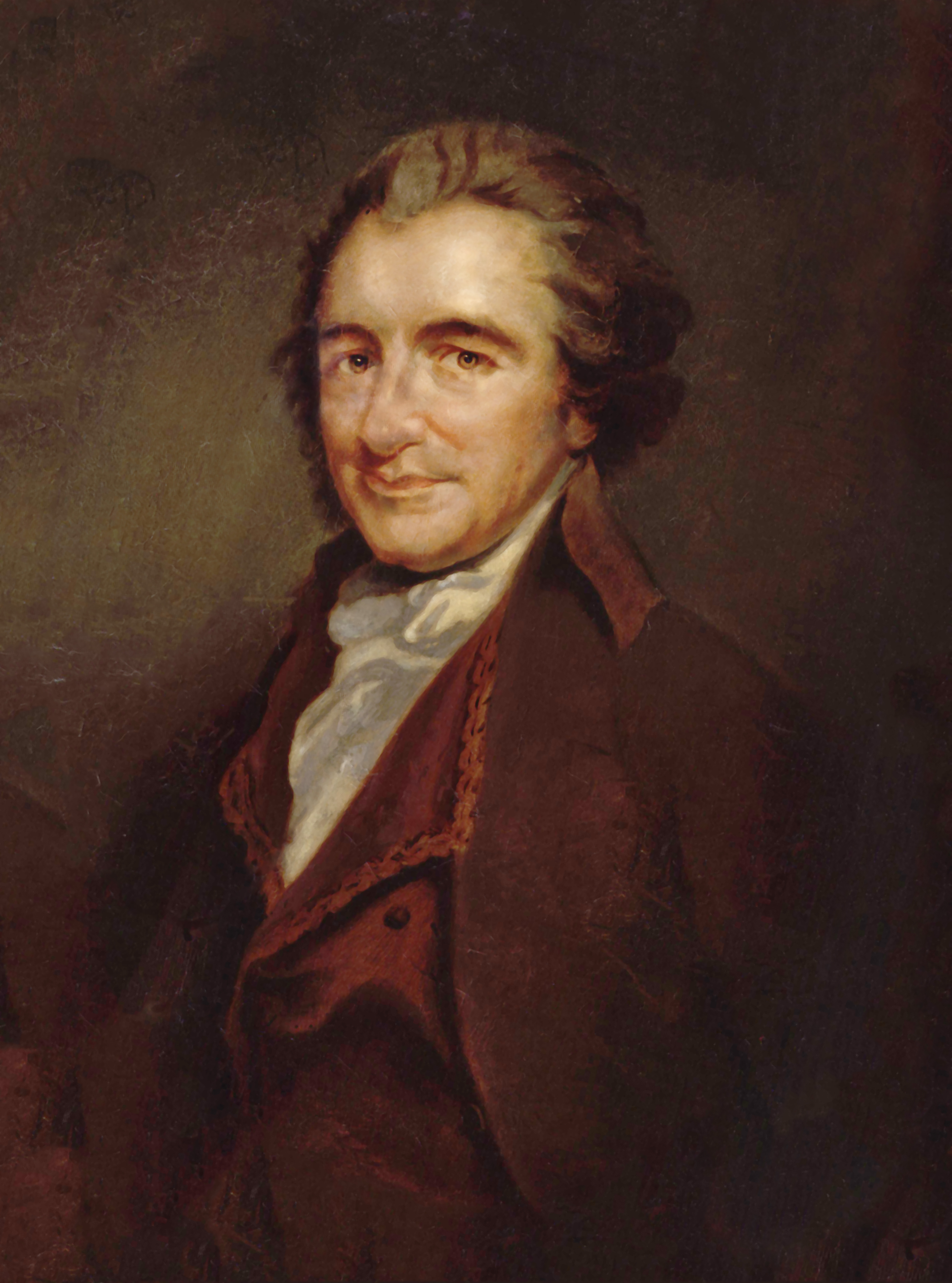
Thomas Paine

Cette section propose des individus dont les parents étaient quakers, ou qui étaient eux-mêmes quakers à un moment de leur vie, avant de se convertir à une autre religion, ou de se distancer formellement ou informellement de la Société des Amis, ou encore d'en être exclus.
- Joan Baez (1941- ), chanteuse américaine
- William Baldwin (1779-1819), botaniste américain
- Daniel Boone (1734-1820), explorateur américain (sa famille est exclue de la Société des Amis en 1748)
- Charles Brockden Brown (1771-1810), écrivain et éditeur américain
- John Cassin (1813-1869), ornithologue américain
- Jacques Chardonne (1884-1968), de son vrai nom Jacques Boutelleau, écrivain français
- Cassius Marcellus Coolidge (1844-1934), peintre américain
- Edward Drinker Cope (1840-1897), paléontologue et anatomiste américain
- James Dean (1931-1955), acteur américain
- Martin Duckworth, directeur de la photographie, réalisateur, monteur et producteur de films, nord-américain
- Varian Fry (1907-1967), journaliste américain
- Elisha Gray (1835-1901), inventeur américain
- Lyndon LaRouche (1922-2019), essayiste et polémiste américain (son père est exclu par les quakers de Lynn (Massachusetts) en 1940, Lyndon LaRouche et sa mère démissionnent par sympathie[4])
- Henry M. Leland (1843-1932), industriel américain
- Lord Joseph Lister (1827-1912), chirurgien britannique
- Maria Mitchell (1818-1889), astronome américaine
- Samuel Latham Mitchill (1764-1831), médecin, naturaliste, homme politique, chimiste et géologue américain
- John Neal (1793-1876), écrivain américain
- Edward Newman (1801-1876), entomologiste, botaniste et écrivain britannique
- Thomas Paine (1737-1809), révolutionnaire, pamphlétaire et déiste américain
- Alvin Seale (1871-1958), ichtyologiste américain
- Charlotte Moore Sitterly (1898-1990), astrophysicienne américaine

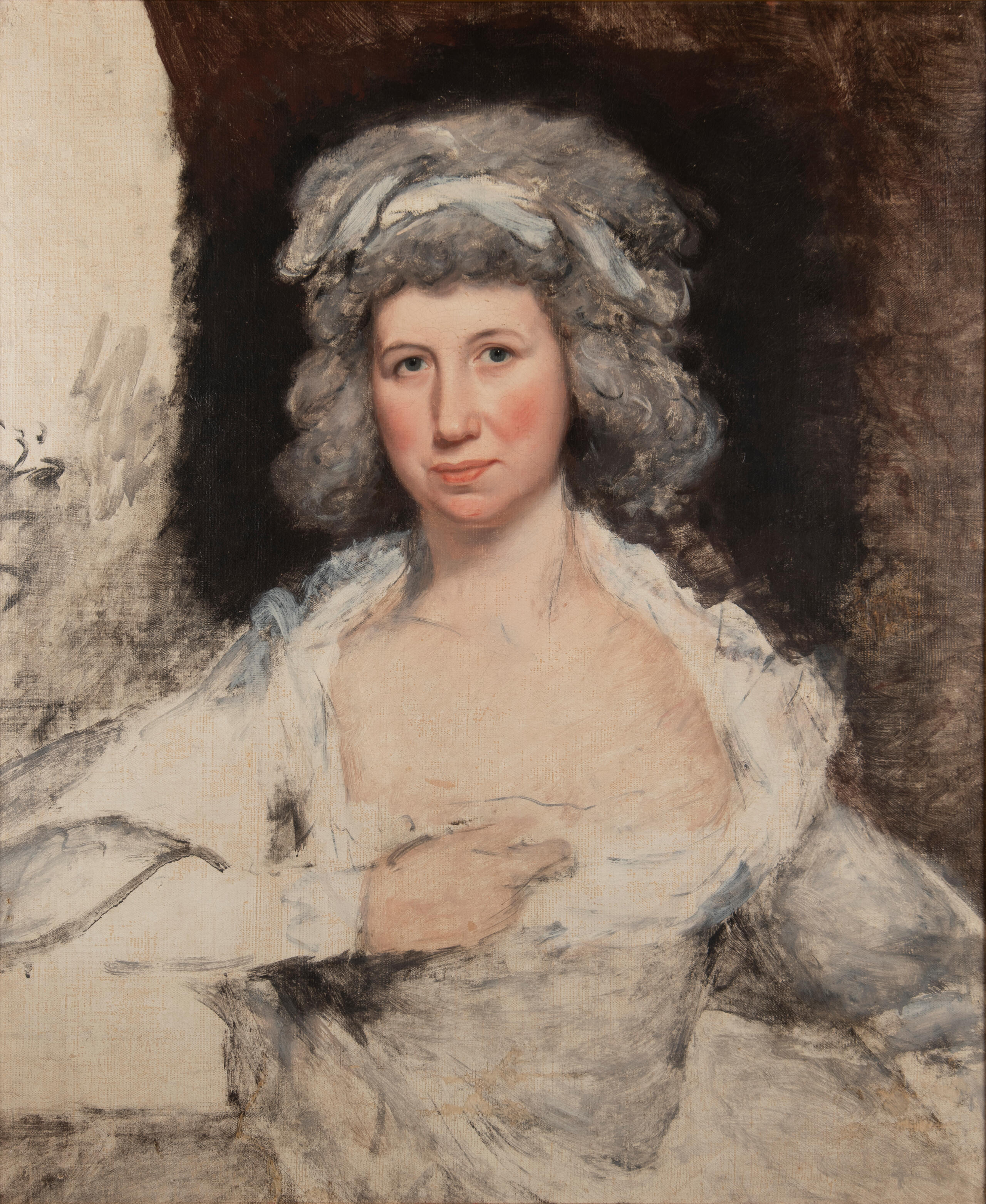
Elizabeth Willing Powel

- Henry Scott Tuke (1858-1929), peintre britannique
- Edward Tylor (1832-1917), anthropologue britannique
- Logan Pearsall Smith (1865-1946), essayiste et critique littéraire américain qui a vécu au Royaume-Uni
- Public Universal Friend (née Jemima Wilkinson, 1752-1819), évangéliste américaine
- Rex Stout (1886-1975), écrivain américain
- Helen Magill White (1853-1944), la première femme aux États-Unis à obtenir un doctorat
- Elizabeth Willing Powel (1743-1830), figure influente de la haute société américaine, à Philadelphie
- Thomas Young (1773-1829), physicien, médecin et égyptologue britannique

## Personnages de fiction
Les œuvres produites originellement en français sont suivies de l’emblème de la francophonie . Une bibliographie sur les « quakers de fiction » est publiée en 1993. Un article de 2003 étudie les quakers imaginaires représentés dans les œuvres de fiction américaines.

### Littérature
- Un Quaquer amoureux, histoire publiée dans la Muse historique par Robinet, après 1665. Première apparition du mot « quaker », légèrement francisé (jusqu'alors, on employait « Trembleur », d'après Henry van Etten)[7].
- Le Jeune Quaker, nouvelle parue dans le recueil Exaltation et piété d'Isabelle de Montolieu, Paris, 1818[8].
- Achab et Starbuck sont les capitaine et second du baleinier dans le roman « Moby-Dick ou le Cachalot » (Moby-Dick; or, The Whale) d'Herman Melville publié à Londres puis à New York en 1851[9]. Traduit en français dès 1941. Diverses adaptations cinématographiques, en bande dessinée, en dessin animé.
- La famille de Rachel et Simon Halliday et d'autres personnes et familles dans La Case de l'oncle Tom (Uncle Tom's Cabin) d'Harriet Beecher Stowe (1811-1896), publié en 1852. Traduit en français dès 1853[10].
- Un quaker à Paris de Alfred Assollant, Paris, 1866[11].
- Ardengo Baldi dans Les Caves du Vatican, sotie d'André Gide, publié en 1914[12].
- La famille Birdweel, agriculteurs et quakers, est au centre de quatorze histoires dans The Friendly Persuasion de Jessamyn West publié en 1945 (adapté au cinéma 1956). L'action se déroule aux États-Unis (Indiana) au XIXe siècle.
- Hope est l'héroïne qui a reçu une éducation quaker, dans Couples (Couples) de John Updike, 1968[13].
- Susan Burling est l'un des personnages principaux de Angle d'équilibre (Angle of Repose) de Wallace Stegner, 1971, Prix Pulitzer. Roman basé sur les lettres de Mary Foote (1847-1938) qui avait des origines quakers.
- Les habitants de Swarthmore Hall dans « Les enfants de lumière (1652-1653) », première partie de (en) The Peaceable Kingdom, où Jan de Hartog romance la rencontre de George Fox et de Margaret Fell avec toute une série de personnages fictifs. Paru en anglais en 1972 et traduit en français en 1976.
- « Le Quaker » est un tueur fou dans Fureur, 1990, huitième tome de la série de bande dessinée Louis la Guigne.
- La mère de l'inspecteur Morse, série créée par Colin Dexter en 1975 et traduite en français dès 1996.
- Sally May Schermerhorn, personnage principal féminin du tome 3 de la série Hell's Eight : Plaisirs interdits, est quaker (sortie française chez Harlequin en 2012).
- Mérédith Ruth Neukirchen, personnage principal du roman Mudwoman de l’écrivaine américaine Joyce Carol Oates, a été élevée dans une famille quaker (2012, traduit en français chez Philippe Rey en 2013, puis Points en 2014).
- Honor Bright, dans La dernière fugitive (2013) de Tracy Chevalier.

### Danse
- « Les Quakers », au Théâtre des Variétés-Amusantes de Paris, par le maître de ballet Hamoir, vers 1780.

### Théâtre

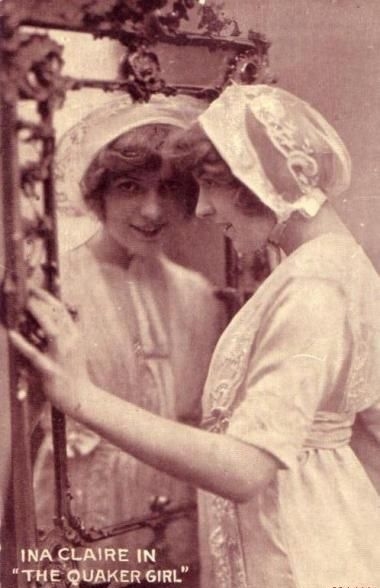
Carte postale pour The Quaker Girl

- « Allons, ça va, ou Le Quaker en France », est un tableau patriotique, en vers et en un acte, mêlé de vaudevilles, Louis Abel Beffroy de Reigny, Paris, 1793[14].
- « Le Quaker et la danseuse » est une comédie-vaudeville en un acte, par Eugène Scribe et Paul Duport, 1831 (traduit en espagnol, danois « Qvækeren og Dandserinden », suédois « Qväkarn och dansösen », et russe « Квакер и танцовщица »)[15].
- « Les sept péchés capitaux, ou La famille du Quaker » est une comédie-vaudeville en un acte, de Adolphe de Leuven, Léon Lhérie, Paris, 1834[16].
- « Un quaker » est un rôle de la pièce « Chatterton » d'Alfred de Vigny, 1835.
- « La petite quaker » (The Quaker Girl (en)) est une opérette en trois actes de Lionel Monckton, James T. Tanner, Adrian Ross, Percy Greenbank (en), 1910. Cette comédie à succès a été jouée d'abord à Londres (536 représentations) puis au Broadway (240 représentations). Elle passe aussi à Paris en 1911[17], et à Genève continuellement de 1912 à 1916 et encore quelquefois jusqu'en 1928[18].
- « La fille du quaker », en un acte, de Alain Guel, 1986.

### Cinéma et télévision

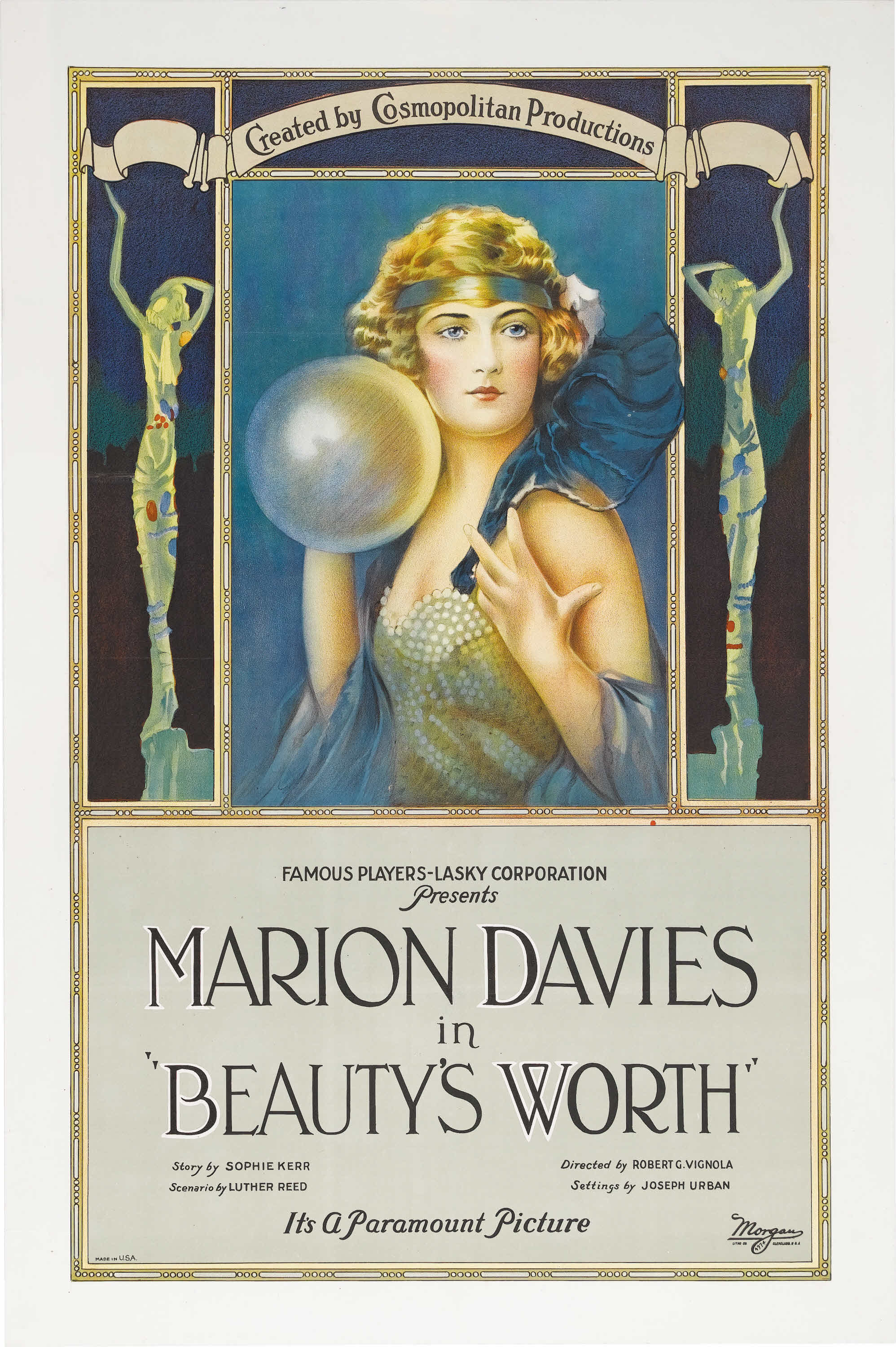
Affiche du film Beauty's Worth.

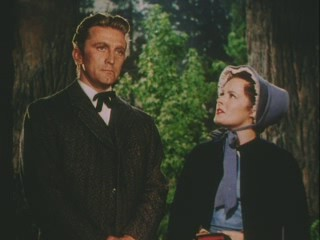
La Vallée des géants, Kirk Douglas et Eve Miller.

- « Quaker (roi de l'huître) » est un richissime américain dans la comédie satirique La Princesse aux huîtres (Die Austernprinzessin) de Ernst Lubitsch, 1919. Joué par Victor Janson.
- Prudence Cole est une jeune quaker dans Régina (Beauty's Worth), un film muet américain de Robert G. Vignola, 1922. Jouée par Marion Davies.
- William Hannay est le jeune quaker qui tente d'aider Nell dans Bedlam, film de Mark Robson, États-Unis, 1946. Son personnage est joué par Richard Fraser, avec Boris Karloff dans le rôle principal.
- Penelope Worth est la fille d'une famille de quakers dans L'Ange et le Mauvais Garçon (Angel and the Badman) de James Edward Grant, 1947. Jouée par Gail Russell, avec John Wayne dans le rôle principal.
- Amy Fowler est une charmante quaker dans Le train sifflera trois fois (High Noon), un western américain de Fred Zinnemann sorti en 1952. Son personnage est joué par Grace Kelly.
- Une colonie quaker dans La Vallée des géants (The Big Trees), un film américain réalisé par Felix E. Feist en 1952.
- La famille Birdwell est au centre de La Loi du Seigneur (The Friendly Persuasion), un film de William Wyler, sorti en 1956 (en français en 1957). L'action se passe durant la guerre de Sécession, avec Gary Cooper dans le rôle principal du quaker Jess Birdwell.
- Une jeune quaker rencontre Enrico Caruso dans le film de Frank Borzage réalisé en 1956 pour la télévision : The Day I met Caruso, moyen-métrage de la série Le Choix de.... Jouée par Sandy Desher.
- Deborah Wright, institutrice quaker dans Les Cheyennes, film de John Ford, 1964, jouée par Carroll Baker.
- Une famille quaker joue un rôle important dans La Case de l'oncle Tom, une adaptation du roman éponyme, réalisé par Géza von Radványi et sorti en 1965.
- « Le quaker » est un rôle du film Sept Psychopathes (Seven Psychopaths) de Martin McDonagh, 2012, joué par Harry Dean Stanton.
- « La Gardienne des valeurs » (Quaker Warden) dans la série TV Les Goldberg de Adam F. Goldberg (saison 8 épisode 11, 2021).

## Emplois métaphoriques

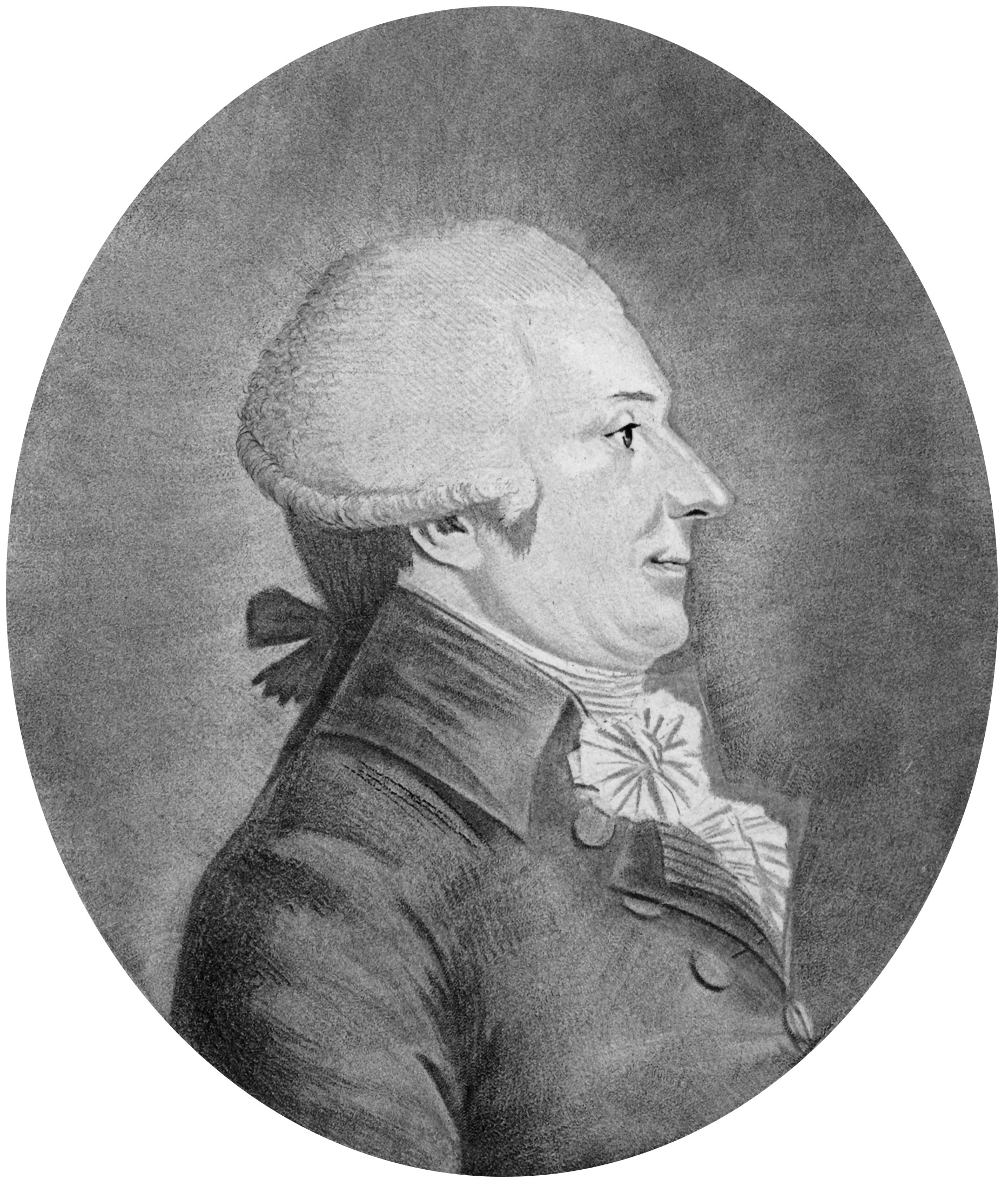
Guyton de Morveau

Parfois la qualité de « quaker » est attribué à une personne par analogie ou par ironie. Le mot « quaker » était assez répandu dès la fin du XVIIe siècle et au XVIIIe siècle, « étant simplement l'insulte utilisée à l'égard de tous les fanatismes religieux extrêmes ».
- Jean Boinod (1756-1842), intendant militaire suisse puis français. En l'An 12 (1803), il est l'unique membre des corps de cavalerie qui vote contre l'érection de l'Empire. Le premier consul, mis au courant, s'exclame : « Je le reconnais bien là ; c'est un quaker ».
- Guyton de Morveau (1737-1816), chimiste et homme politique français sous la Révolution. Jugement du sans-culotte Chabot : « Guyton est un parfait honnête homme, mais c'est un quaker : il tremble toujours »[20].
- Brissot de Warville (1754-1793), chef de file des Girondins, était connu comme « Le Quaker » en référence à son mode de vie, d'après Thomas Clarkson[21].
- Le Comte de Monte-Cristo, personnage d'Alexandre Dumas dans l'ouvrage du même nom (1844). Dialogue à son sujet : « - C'est donc un quaker que cet homme-là ? - Justement, c'est un quaker, moins le grand chapeau et l'habit marron, bien entendu »[22].
- Mrs Barry, la mère de Redmond Barry (Lyndon), dans les Mémoires de Barry Lyndon (1844) : « Belle Barry […] aussi empesée qu'une Quakeresse »[23].